# Arrens-Marsous
Arrens-Marsous [aʁɛ̃s maʁsus] est une commune française située dans le sud-ouest du département des Hautes-Pyrénées, en région Occitanie, associant deux villages, Arrens et Marsous. Elle compte environ 700 habitants et appartient selon l'INSEE à la banlieue de l'unité urbaine d'Argelès-Gazost, une agglomération d'à peu près 7 000 habitants. Sur le plan historique et culturel, la commune est dans la province du Lavedan, partie sud-occidentale de la Bigorre et constituée d'un ensemble de sept vallées en amont de la ville de Lourdes.
Exposée à un climat de montagne, elle est drainée par le gave d'Azun, le Laün, le ruisseau de Labas, le ruisseau de la Lie et par divers autres petits cours d'eau. Incluse dans le Parc national des Pyrénées, la commune possède un patrimoine naturel remarquable : un site Natura 2000 (les « Gabizos (et vallée d'Arrens, versant sud-est du Gabizos) ») et neuf zones naturelles d'intérêt écologique, faunistique et floristique.
Arrens-Marsous est une commune rurale qui compte 696 habitants en 2022. Elle est dans l'agglomération d'Argelès-Gazost. Ses habitants sont appelés les Arrensois ou  Arrensoises.
Arrens est située à proximité des sommets du massif de Balaïtous. Le village, qui était autrefois un centre de culture du lin et du chanvre, garde encore plusieurs maisons anciennes. L'église date du XVe siècle.

## Géographie
Les communes limitrophes sont  Arbéost, Aucun, Béost, Eaux-Bonnes, Estaing, Ferrières, Laruns et Sallent de Gállego.

### Localisation
La commune d'Arrens-Marsous se trouve dans le département des Hautes-Pyrénées, en région Occitanie et est frontalière avec l'Espagne (Aragon).
Elle se situe à 38 km à vol d'oiseau de Tarbes, préfecture du département, et à 11 km d'Argelès-Gazost, sous-préfecture.
Les communes les plus proches sont : 
Aucun (2,6 km), Estaing (3,4 km), Gaillagos (4,2 km), Bun (5,1 km), Arcizans-Dessus (5,3 km), Sireix (5,8 km), Ferrières (7,3 km), Arbéost (7,5 km).
Sur le plan historique et culturel, Arrens-Marsous fait partie de la province historique du Lavedan, partie sud-occidentale de la Bigorre et constitué d'un ensemble de sept vallées en amont de la ville de Lourdes. Historiquement, elle  fait partie de la province de Gascogne, et plus particulièrement du comté de Bigorre. La commune est dans le pays du val d'Azun, qui bute au nord sur le bassin de Lourdes, à l'est sur la vallée de l'Adour, au sud sur l'Aragon (Espagne) par le Balaïtous et, à l'ouest sur le Béarn (département des Pyrénées-Atlantiques, région Nouvelle-Aquitaine).
La commune est limitrophe de l'Espagne (Aragon) au sud et du département des Pyrénées-Atlantiques à l'ouest.
| Arbéost, Béost (Pyrénées-Atlantiques) | Ferrières                     | Aucun   |
| Eaux-Bonnes (Pyrénées-Atlantiques)    | Arrens-Marsous                | Estaing |
| Laruns (Pyrénées-Atlantiques)         | Sallent de Gállego ( Espagne) |         |

### Hydrographie
Le gave d'Azun traverse la commune d’ouest en son centre.

### Climat
Le climat qui caractérise la commune est qualifié, en 2010, de « climat de montagne », selon la typologie des climats de la France qui compte alors huit grands types de climats en métropole. En 2020, la commune ressort du même type de climat dans la classification établie par Météo-France, qui ne compte désormais, en première approche, que cinq grands types de climats en métropole. Pour ce type de climat, la température décroît rapidement en fonction de l'altitude. On observe une nébulosité minimale en hiver et maximale en été. Les vents et les précipitations varient notablement selon le lieu.
Les paramètres climatiques qui ont permis d’établir la typologie de 2010 comportent six variables pour les températures et huit pour les précipitations, dont les valeurs correspondent à la normale 1971-2000. Les sept principales variables caractérisant la commune sont présentées dans l'encadré ci-après.
| Paramètres climatiques communaux sur la période 1971-2000 - Moyenne annuelle de température : 9,7 °C - Nombre de jours avec une température inférieure à −5 °C : 5,4 j - Nombre de jours avec une température supérieure à 30 °C : 2,8 j - Amplitude thermique annuelle : 13,6 °C - Cumuls annuels de précipitation : 1 295 mm - Nombre de jours de précipitation en janvier : 11,2 j - Nombre de jours de précipitation en juillet : 9,4 j |

Avec le changement climatique, ces variables ont évolué. Une étude réalisée en 2014 par la Direction générale de l'Énergie et du Climat complétée par des études régionales prévoit en effet que la  température moyenne devrait croître et la pluviométrie moyenne baisser, avec toutefois de fortes variations régionales. La station météorologique de Météo-France installée sur la commune et en service de 1936 à 2015 permet de connaître l'évolution des indicateurs météorologiques. Le tableau détaillé pour la période 1981-2010 est présenté ci-après.
| Mois                                  | jan.           | fév.          | mars            | avril       | mai           | juin           | jui.            | août          | sep.            | oct.          | nov.           | déc.            | année     |
| ------------------------------------- | -------------- | ------------- | --------------- | ----------- | ------------- | -------------- | --------------- | ------------- | --------------- | ------------- | -------------- | --------------- | --------- |
| Température minimale moyenne (°C)     | −0,4           | 0             | 1,8             | 3,4         | 6,7           | 9,7            | 11,7            | 11,7          | 9,2             | 6,5           | 2,6            | 0,3             | 5,3       |
| Température moyenne (°C)              | 3,4            | 4,3           | 6,6             | 8           | 11,5          | 14,8           | 17              | 16,9          | 14,4            | 11,3          | 6,6            | 3,8             | 9,9       |
| Température maximale moyenne (°C)     | 7,3            | 8,7           | 11,4            | 12,6        | 16,3          | 19,9           | 22,2            | 22,2          | 19,5            | 16            | 10,5           | 7,2             | 14,5      |
| Record de froid (°C) date du record   | −17 14.01.1985 | −15 08.02.12  | −13 01.03.05    | −6 05.04.02 | −5 14.05.1995 | 1,2 06.06.1984 | 4 13.07.00      | −1 17.08.1937 | −5 30.09.1936   | −7 08.10.1936 | −10 23.11.1988 | −11,5 24.12.01  | −17 1985  |
| Record de chaleur (°C) date du record | 22,5 08.01.14  | 22 20.02.1998 | 23,3 12.03.1989 | 27 30.04.05 | 29,3 12.05.15 | 35 22.06.03    | 36,5 20.07.1989 | 35 01.08.13   | 32,5 14.09.1987 | 29 03.10.1985 | 25 01.11.1999  | 23,5 03.12.1985 | 36,5 1989 |
| Précipitations (mm)                   | 108,2          | 79,9          | 87,6            | 115,1       | 107,7         | 81,9           | 73,3            | 76,4          | 83,5            | 95,3          | 121,5          | 115,9           | 1 146,3   |

### Milieux naturels et biodiversité

#### Espaces protégés
La protection réglementaire est le mode d’intervention le plus fort pour préserver des espaces naturels remarquables et leur biodiversité associée,.
Dans ce cadre, la commune fait partie de la zone cœur et de l'aire d'adhésion du Parc National des Pyrénées. Ce  parc national, créé en 1967, abrite une faune riche et spécifique particulièrement intéressante : importantes populations d’isards, colonies de marmottes réimplantées avec succès, grands rapaces tels le Gypaète barbu, le Vautour fauve, le Percnoptère d’Égypte ou l’Aigle royal, le Grand tétras et le discret Desman des Pyrénées qui constitue l’exemple type de ce précieux patrimoine confié au Parc national et aussi l'Ours des Pyrénées,,.
Un  autre espace protégé est présent sur la commune : 
l'« Adour et affluents », objet d'un arrêté de protection de biotope, d'une superficie de 215,8 ha ;

#### Réseau Natura 2000

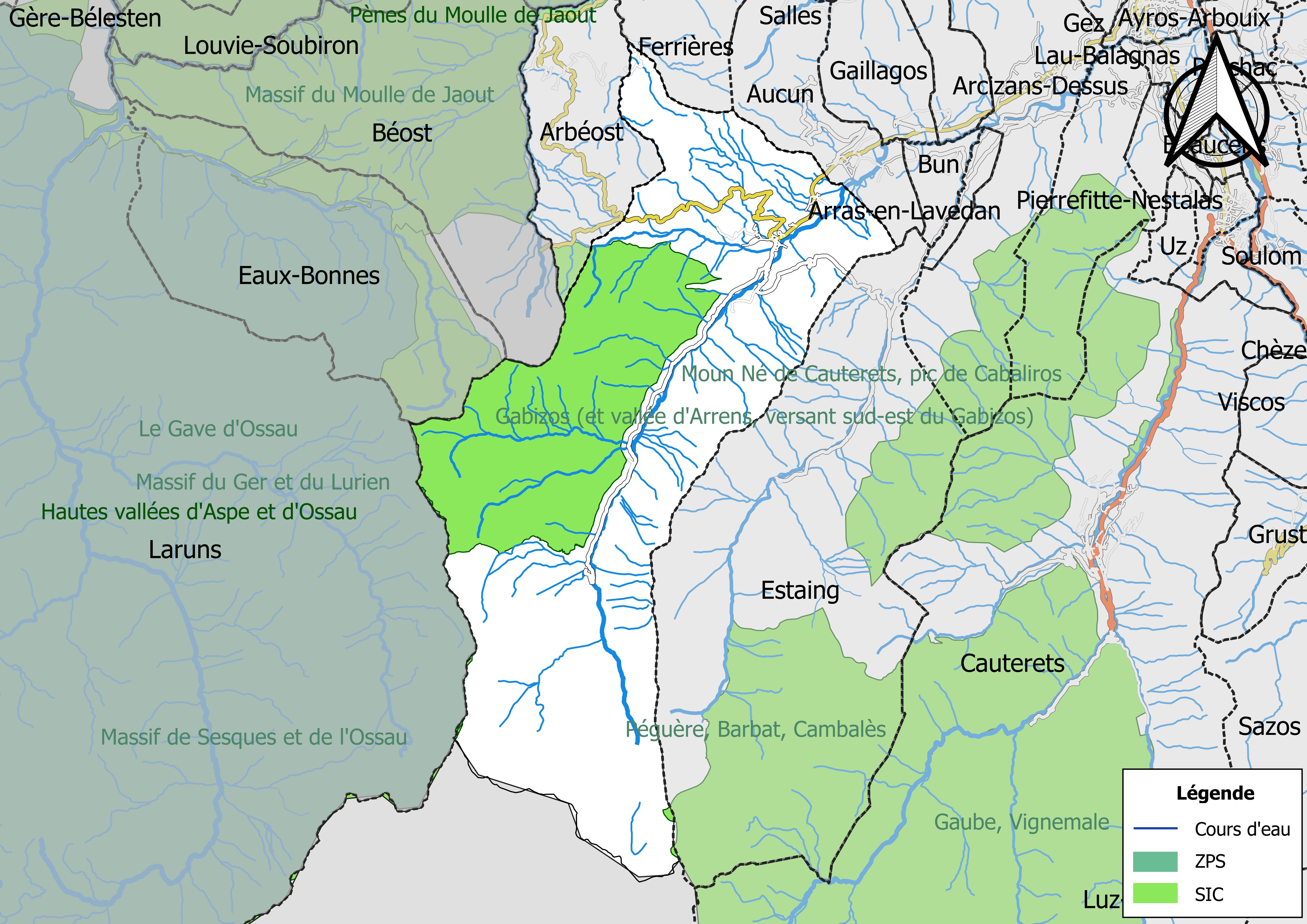
Site Natura 2000 sur le territoire communal.

Le réseau Natura 2000 est un réseau écologique européen de sites naturels d'intérêt écologique élaboré à partir des Directives « Habitats » et « Oiseaux », constitué de zones spéciales de conservation (ZSC) et de zones de protection spéciale (ZPS).
Un site Natura 2000 a été défini sur la commune au titre de la « directive Habitats » : les « gabizos (et vallée d'Arrens, versant sud-est du Gabizos) », d'une superficie de 2 996 ha, présentent une végétation caractéristique de la haute montagne pyrénéenne sur calcaire.

#### Zones naturelles d'intérêt écologique, faunistique et floristique
L’inventaire des zones naturelles d'intérêt écologique, faunistique et floristique (ZNIEFF) a pour objectif de réaliser une couverture des zones les plus intéressantes sur le plan écologique, essentiellement dans la perspective d’améliorer la connaissance du patrimoine naturel national et de fournir aux différents décideurs un outil d’aide à la prise en compte de l’environnement dans l’aménagement du territoire.
Sept ZNIEFF de type 1 sont recensées sur la commune : 
- le « Gave d'Azun, ruisseau du Bergons et Gave de Lourdes » (437 ha), couvrant 31 communes dont deux dans les Pyrénées-Atlantiques et 29 dans les Hautes-Pyrénées[23] ;
- les « Gaves d'Arrens, d'Estaing et de Cauterets » (121 ha), couvrant 5 communes du département[24] ;
- les « Hautes vallées des Gaves d'Arrens et de Labat de Bun » (6 866 ha), couvrant 2 communes du département[25] ;
- le « massif du Pic-du-Midi-d'Arrens » (2 587 ha), couvrant 4 communes du département[26] ;
- le « massif du Vignemale et vallées du Marcadau, de Gaube et de Lutour » (13 415 ha), couvrant 8 communes du département[27] ;
- le « massif montagneux entre Argelès-Gazost et l'Ouzom » (6 108 ha), couvrant 12 communes dont une dans les Pyrénées-Atlantiques et 11 dans les Hautes-Pyrénées[28] ;
- le « versant est du Gabizos » (3 108 ha), couvrant 3 communes dont une dans les Pyrénées-Atlantiques et deux dans les Hautes-Pyrénées[29] ;

et deux ZNIEFF de type 2, : 
- les « massifs calcaires de l'Estibète, du Granquet et du Pibeste, forêt de Très Crouts, vallée du Bergons et crêtes » (17 871 ha), couvrant 24 communes dont trois dans les Pyrénées-Atlantiques et 21 dans les Hautes-Pyrénées[30] ;
- le « val d'Azun et haute vallée du Gave de Cauterets » (35 378 ha), couvrant 22 communes dont une dans les Pyrénées-Atlantiques et 21 dans les Hautes-Pyrénées[31].

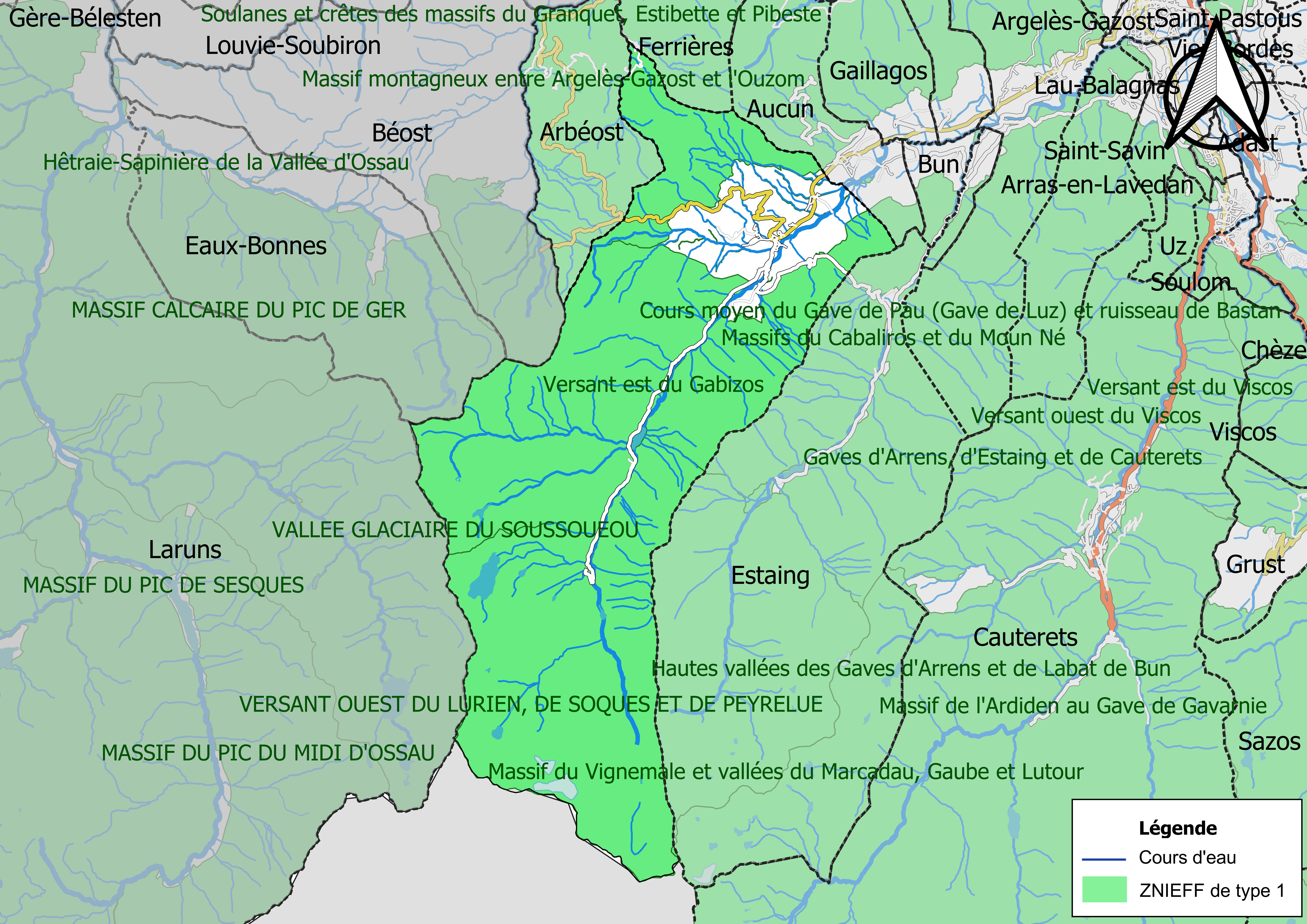
Carte des ZNIEFF de type 1 sur la commune.
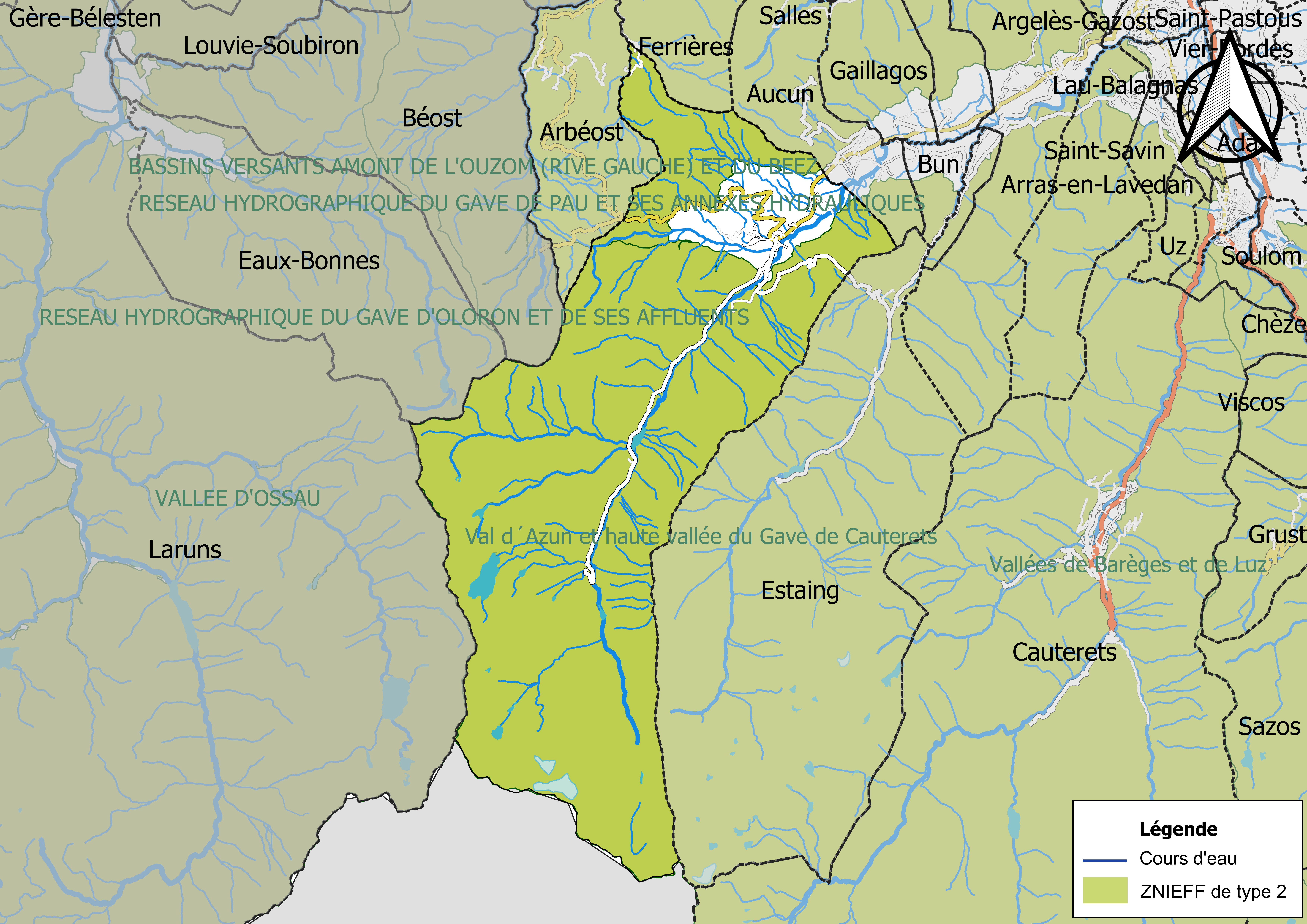
Carte des ZNIEFF de type 2 sur la commune.

## Urbanisme

### Typologie
Au 1er janvier 2024, Arrens-Marsous est catégorisée commune rurale à habitat dispersé, selon la nouvelle grille communale de densité à sept niveaux définie par l'Insee en 2022.
Elle appartient à l'unité urbaine d'Argelès-Gazost, une agglomération intra-départementale regroupant treize  communes, dont elle est une commune de la banlieue,,. La commune est en outre hors attraction des villes,.

### Occupation des sols
L'occupation des sols de la commune, telle qu'elle ressort de la base de données européenne d’occupation biophysique des sols Corine Land Cover (CLC), est marquée par l'importance des forêts et milieux semi-naturels (88,6 % en 2018), une proportion sensiblement équivalente à celle de 1990 (88,5 %). La répartition détaillée en 2018 est la suivante : 
espaces ouverts, sans ou avec peu de végétation (47,4 %), milieux à végétation arbustive et/ou herbacée (25,4 %), forêts (15,8 %), prairies (7,1 %), zones agricoles hétérogènes (2,8 %), eaux continentales (0,8 %), zones urbanisées (0,6 %).
L'IGN met par ailleurs à disposition un outil en ligne permettant de comparer l’évolution dans le temps de l’occupation des sols de la commune (ou de territoires à des échelles différentes). Plusieurs époques sont accessibles sous forme de cartes ou photos aériennes : la carte de Cassini (XVIIIe siècle), la carte d'état-major (1820-1866) et la période actuelle (1950 à aujourd'hui).

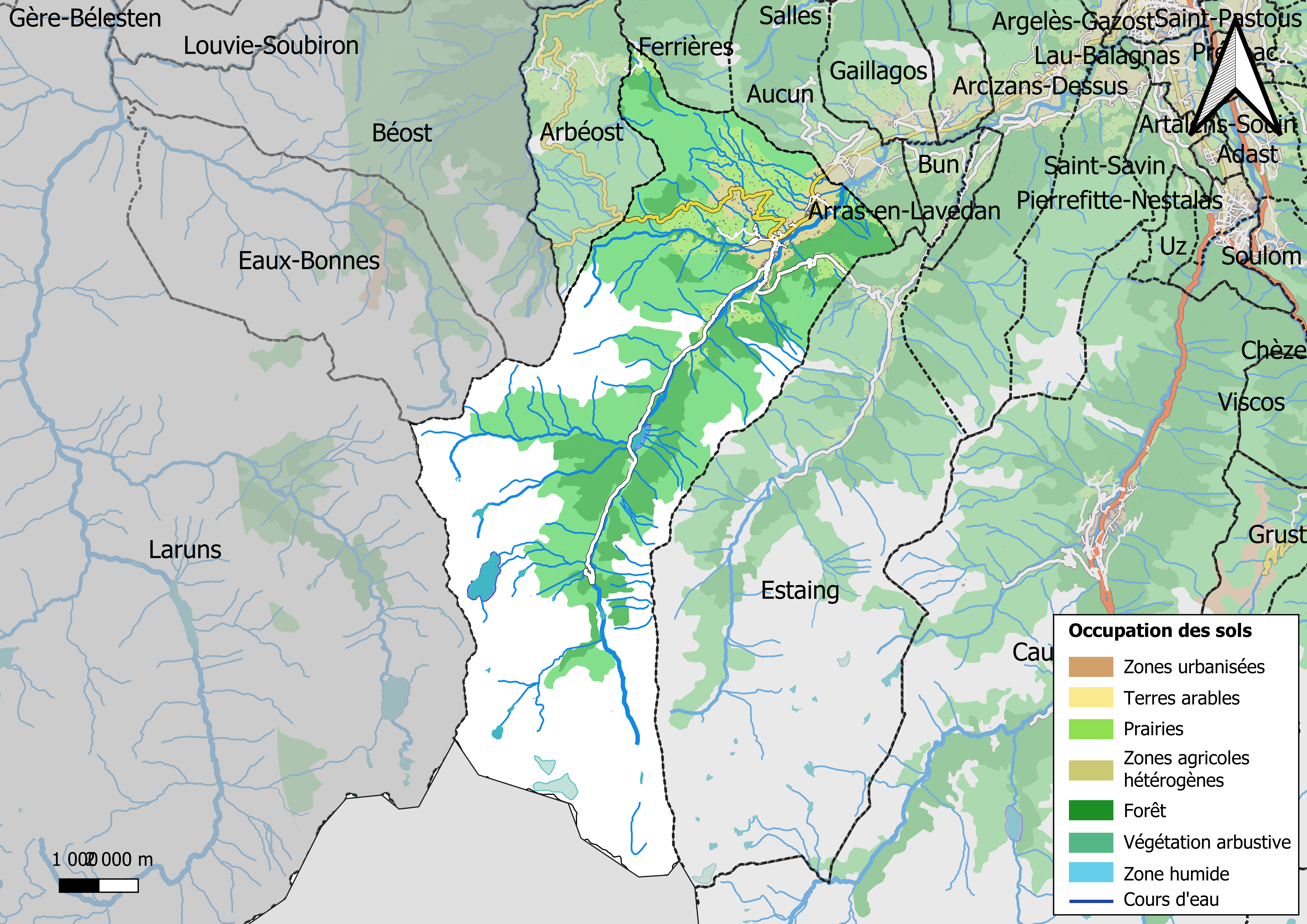
Carte des infrastructures et de l'occupation des sols en 2018 (CLC) de la commune.
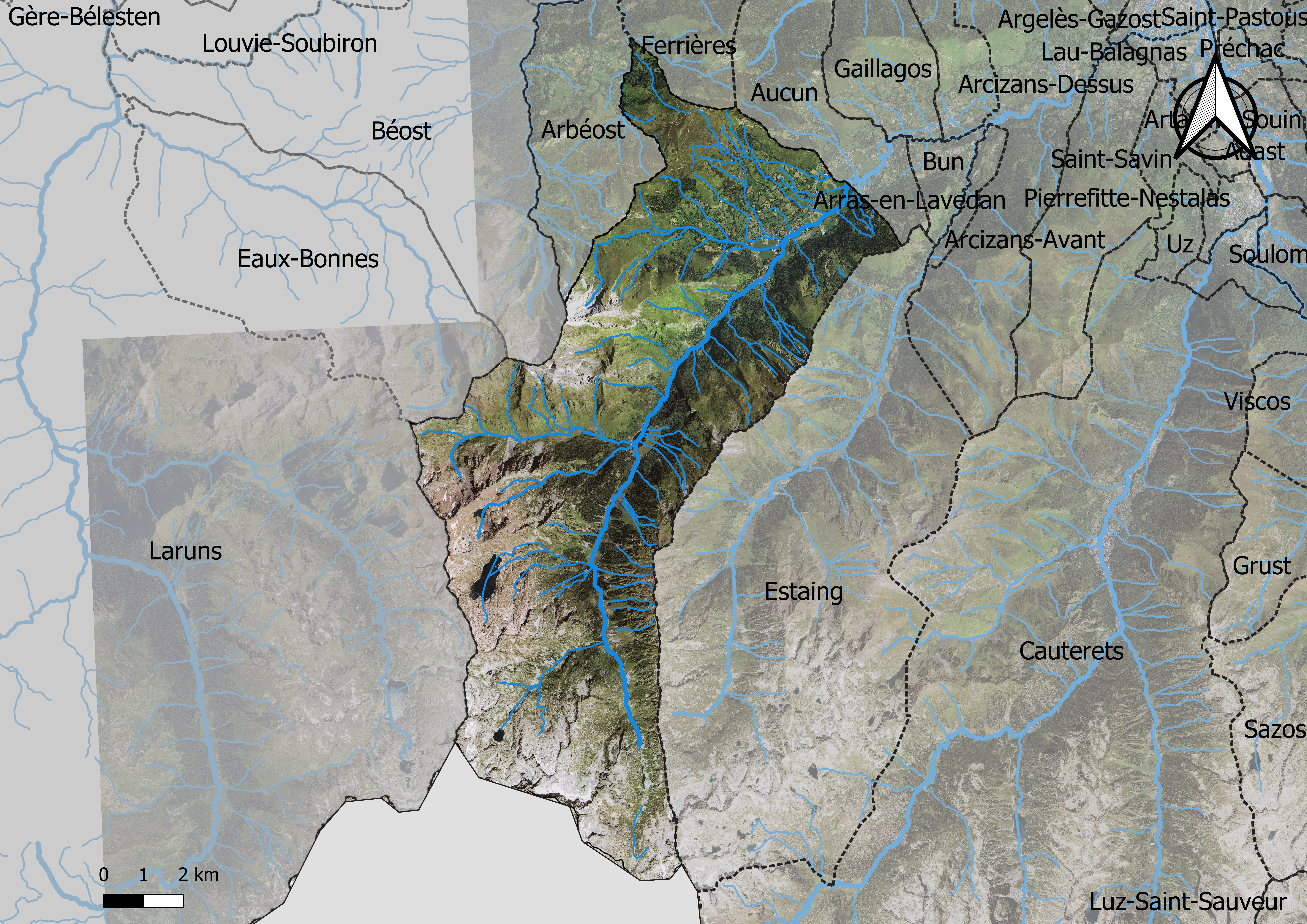
Carte orthophotogrammétrique de la commune.

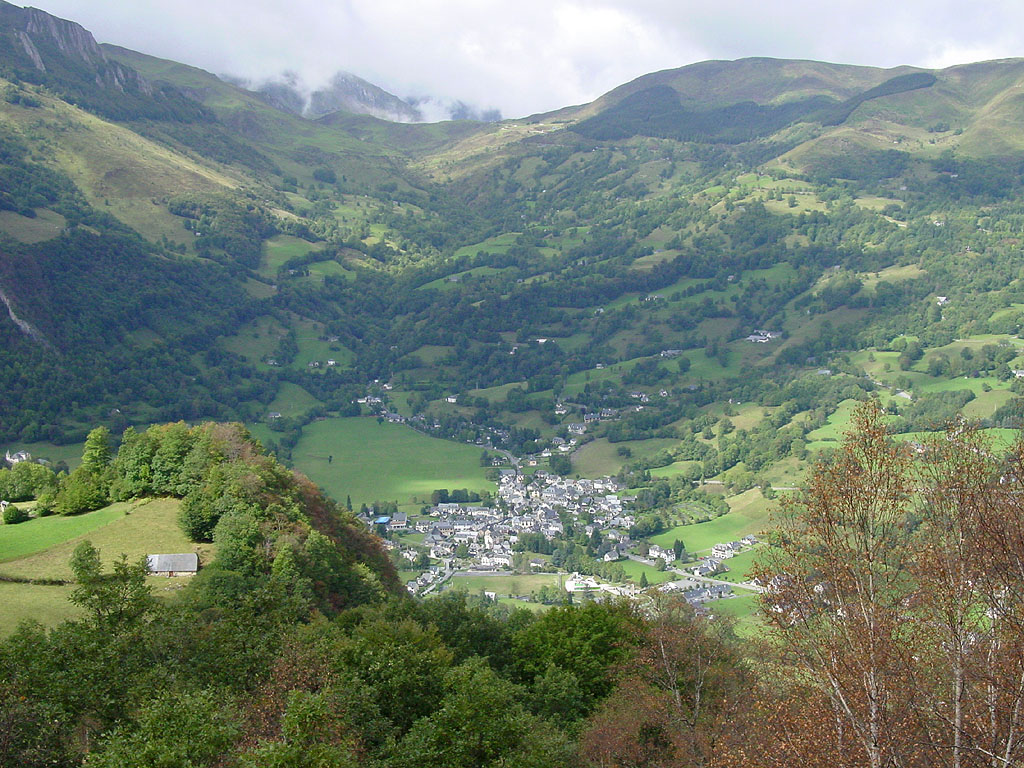
Arrens-Marsous dans le val d'Azun.

### Logement
En 2012, le nombre total de logements dans la commune est de 809.

Parmi ces logements, 37,2 % sont des résidences principales, 58,6 % des résidences secondaires et 4,2 % des logements vacants.

### Voies de communication et transports
Cette commune est desservie par la route départementale D 918 et par la route départementale D 105.

### Risques majeurs
Le territoire de la commune d'Arrens-Marsous est vulnérable à différents aléas naturels : météorologiques (tempête, orage, neige, grand froid, canicule ou sécheresse), inondations, feux de forêts, mouvements de terrains, avalanche  et séisme (sismicité moyenne). Il est également exposé à un risque particulier : le risque de radon. Un site publié par le BRGM permet d'évaluer simplement et rapidement les risques d'un bien localisé soit par son adresse soit par le numéro de sa parcelle.

#### Risques naturels
Certaines parties du territoire communal sont susceptibles d’être affectées par le risque d’inondation par débordement de cours d'eau, notamment le gave d'Azun. La cartographie des zones inondables en ex-Midi-Pyrénées réalisée dans le cadre du XIe Contrat de plan État-région, visant à informer les citoyens et les décideurs sur le risque d’inondation, est accessible sur le site de la DREAL Occitanie. La commune a été reconnue en état de catastrophe naturelle au titre des dommages causés par les inondations et coulées de boue survenues en 1982, 1999, 2003, 2006, 2009, 2013, 2014, 2015, 2018, 2019 et 2021,.
Arrens-Marsous est exposée au risque de feu de forêt. Un plan départemental de protection des forêts contre les incendies a été approuvé par arrêté préfectoral le 21 avril 2020 pour la période 2020-2029. Le précédent couvrait la période 2007-2017. L’emploi du feu est régi par deux types de réglementations. D’abord le code forestier et l’arrêté préfectoral du 27 octobre 2014, qui réglementent l’emploi du feu à moins de 200 m des espaces naturels combustibles sur l’ensemble du département. Ensuite celle établie dans le cadre de la lutte contre la pollution de l’air, qui interdit le brûlage des déchets verts des particuliers. L’écobuage est quant à lui réglementé dans le cadre de commissions locales d’écobuage (CLE)

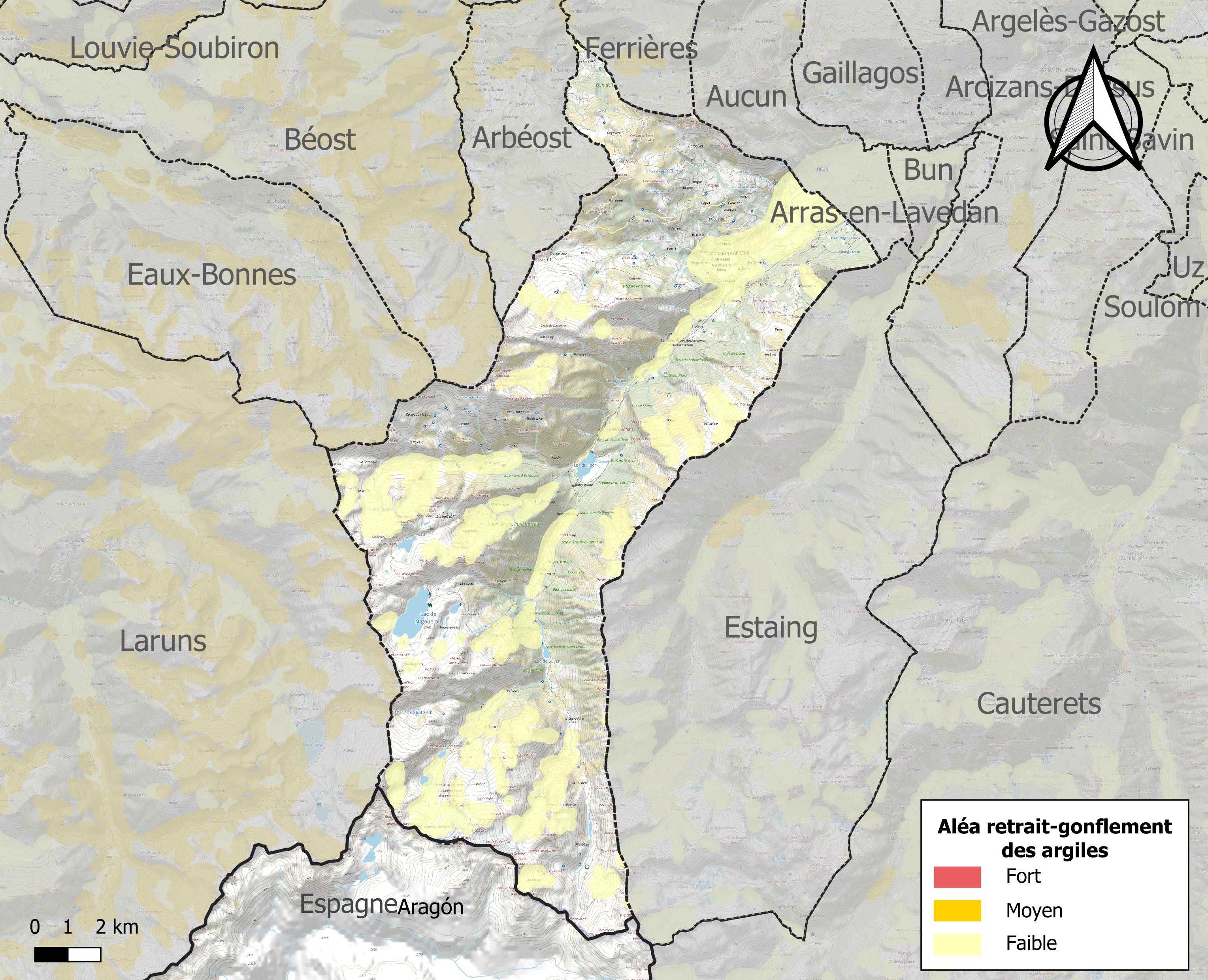
Carte des zones d'aléa retrait-gonflement des sols argileux d'Arrens-Marsous.

Les mouvements de terrains susceptibles de se produire sur la commune sont des mouvements de sols liés à la présence d'argile et des tassements différentiels.
Le retrait-gonflement des sols argileux est susceptible d'engendrer des dommages importants aux bâtiments en cas d’alternance de périodes de sécheresse et de pluie. La totalité de la commune est en aléa faible (44,5 % au niveau départemental et 48,5 % au niveau national). Sur les 560 bâtiments dénombrés sur la commune en 2019, aucun n'est en aléa moyen ou fort, à comparer aux 75 % au niveau départemental et 54 % au niveau national. Une cartographie de l'exposition du territoire national au retrait gonflement des sols argileux est disponible sur le site du BRGM,.
Par ailleurs, afin de mieux appréhender le risque d’affaissement de terrain, l'inventaire national des cavités souterraines permet de localiser celles situées sur la commune.
Concernant les mouvements de terrains, la commune a été reconnue en état de catastrophe naturelle au titre des dommages causés par des mouvements de terrain en 1999 et 2013.
La commune est exposée aux risques d'avalanche. Les habitants exposés à ce risque doivent se renseigner, en mairie, de l’existence d’un plan de prévention des risques avalanches (PPRA). Le cas échéant, identifier les mesures applicables à l'habitation, identifier, au sein de l'habitation, la pièce avec la façade la moins exposée à l’aléa pouvant faire office, au besoin, de zone de confinement et équiper cette pièce avec un kit de situation d’urgence,.

#### Risque particulier
Dans plusieurs parties du territoire national, le radon, accumulé dans certains logements ou autres locaux, peut constituer une source significative d’exposition de la population aux rayonnements ionisants. Certaines communes du département sont concernées par le risque radon à un niveau plus ou moins élevé. Selon la classification de 2018, la commune d'Arrens-Marsous est classée en zone 3, à savoir zone à potentiel radon significatif.

## Toponymie

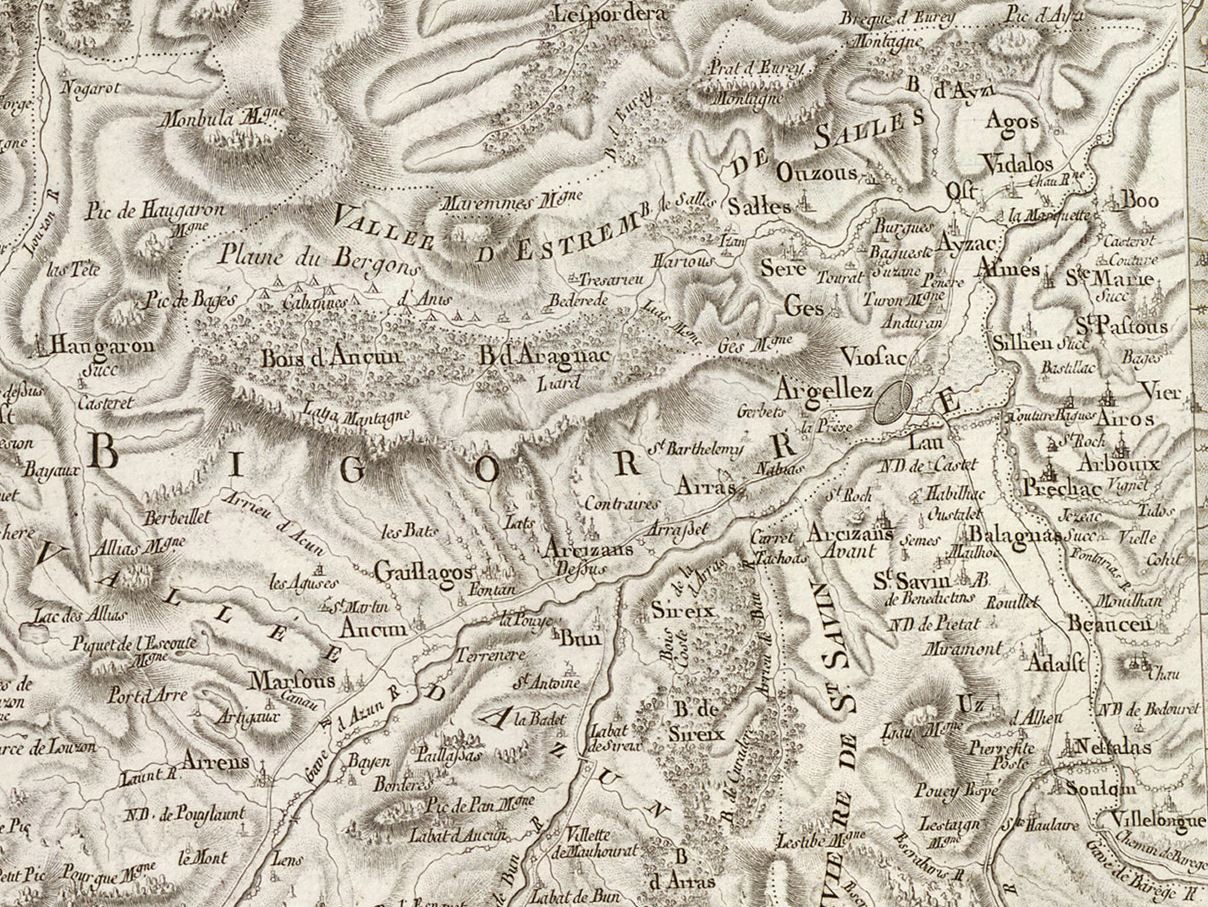
Extrait de la carte de Cassini (entre 1756 et 1789) situant Arrens-Marsous à l'ouest d'Argelès-Gazost.

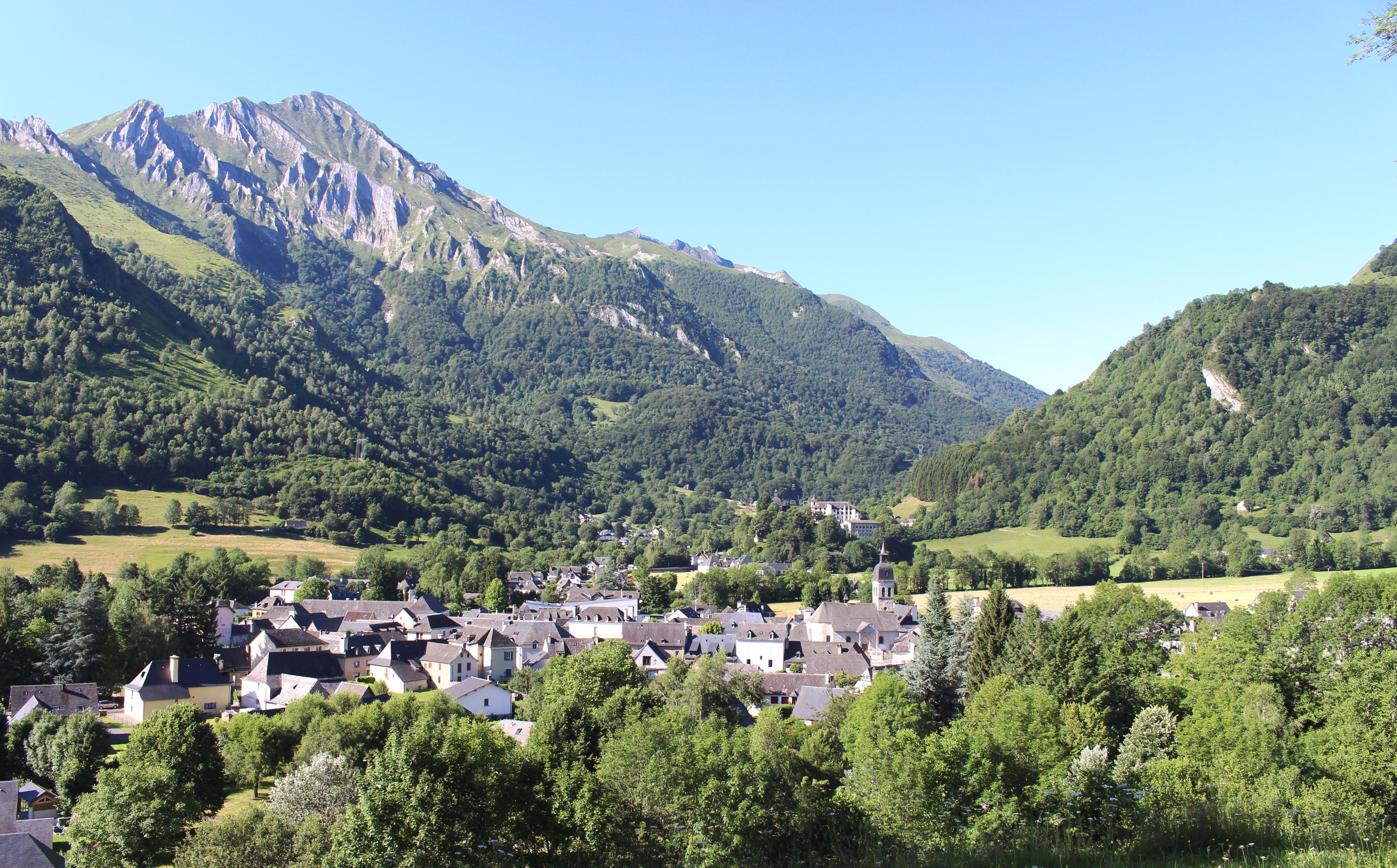
Vue d'Arrens.

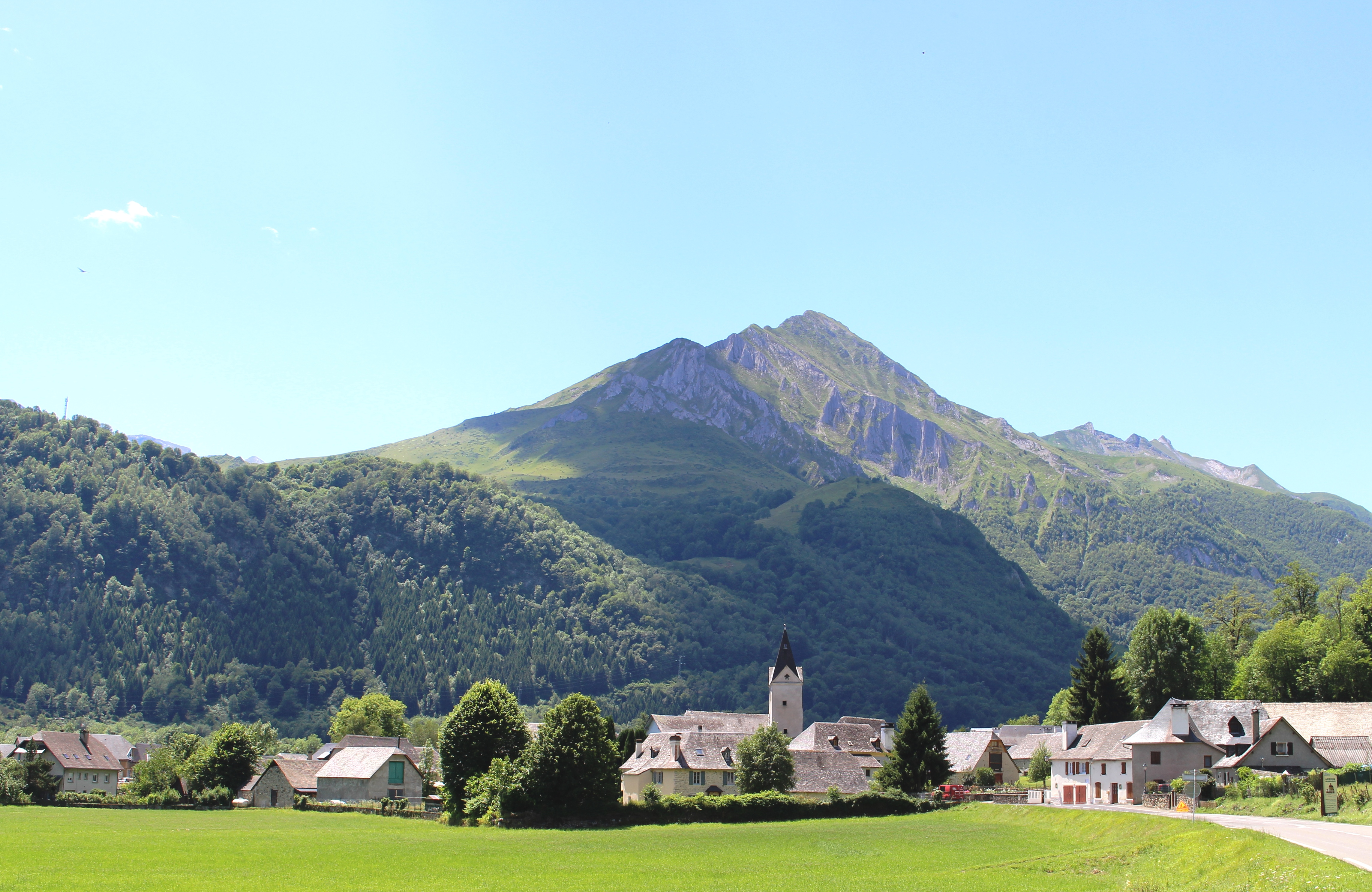
Vue de Marsous.

On trouvera les principales informations dans le Dictionnaire toponymique des communes des Hautes-Pyrénées de Michel Grosclaude et Jean-François Le Nail qui rapporte les dénominations historiques du village.

### Arrens
Dénominations historiques :
- Arrens (v. 1069, cartulaire Saint-Savin ; 1285, montre Bigorre ; 1342, pouillé de Tarbes) ;
- Garsias d’Arrenx (v. 1175, cartulaire  de  Saint-Savin) ;
- de Rens (1168, bulle d'Alexandre III) ;
- A Rens (v. 1200-1230, cartulaires Bigorre) ;
- de Rentz (1313, censier de Bigorre) ;
- de Arrencio, latin (1379, procuration Tarbes) ;
- de Rens, d’Arens (1429, censier Bigorre) ;
- Arrens (fin XVIIIe siècle, carte de Cassini).

Étymologie : peut-être du basque-aquitain arrantz (épine, d'où lieu couvert d'épines).
Nom occitan : Arrens.

### Marsous
Dénominations historiques :
- Marcaos (1036, cartulaire Saint-Savin ; 1114, cartulaires Bigorre) ;
- Fortels de Marsaos (v. 1069, ibid.) ;
- Marchaos (1131-1134, cartulaire  de  Saint-Savin) ;
- Marsos, (v. 1200-1230, cartulaires Bigorre ; 1256, livre vert de Bénac) ;
- Marsaos (1285, montre Bigorre) ;
- Marssos, Marsos (1313, Debita regi Navarre) ;
- de Marssonis, latin (1342, pouillé de Tarbes) ;
- Marsons (1429, censier Bigorre) ;
- Marsous (1614, Guillaume Mauran) ;
- Marsous  (fin XVIIIe siècle, carte de Cassini).

Étymologie : probablement nom d’homme latin Marcianus et peut-être suffixe aquitain ossum (domaine de Marcianus).
Nom occitan : Marçós.

## Histoire

### Historique administratif
Avant la Révolution française, les paroisses d'Arrens et de Marsous font partie de la Vallée d'Azun (cf. Désignation du syndic et procureur général et spécial de la Vallée d'Azun, par les consuls et députés des communautés, pour la recherche et reconnaissance des droits de fiefs du Roi, 29 juin 1674) situé dans le pays du Lavedan, qui dépend de la sénéchaussée de Bigorre (anciennement comté de Bigorre). Les paroisses de la vallée ont à leur tête des consuls ; dans l'église d'Arrens, ceux-ci disposent d'un banc : le banc des consuls (et banc dets cossous).
Devenues communes en 1790, elles font d'abord partie du canton d'Azun (1790), puis du canton d'Aucun (1801).
Elles sont réunies en 1972.

### Cadastre napoléonien d' Arrens-Marsous
- Le plan cadastral napoléonien d'Arrens (1834) est consultable sur le site des Archives départementales des Hautes-Pyrénées[46].
- Le plan cadastral napoléonien de Marsous (1835) est consultable sur le site des Archives départementales des Hautes-Pyrénées[47].

## Politique et administration

### Liste des maires

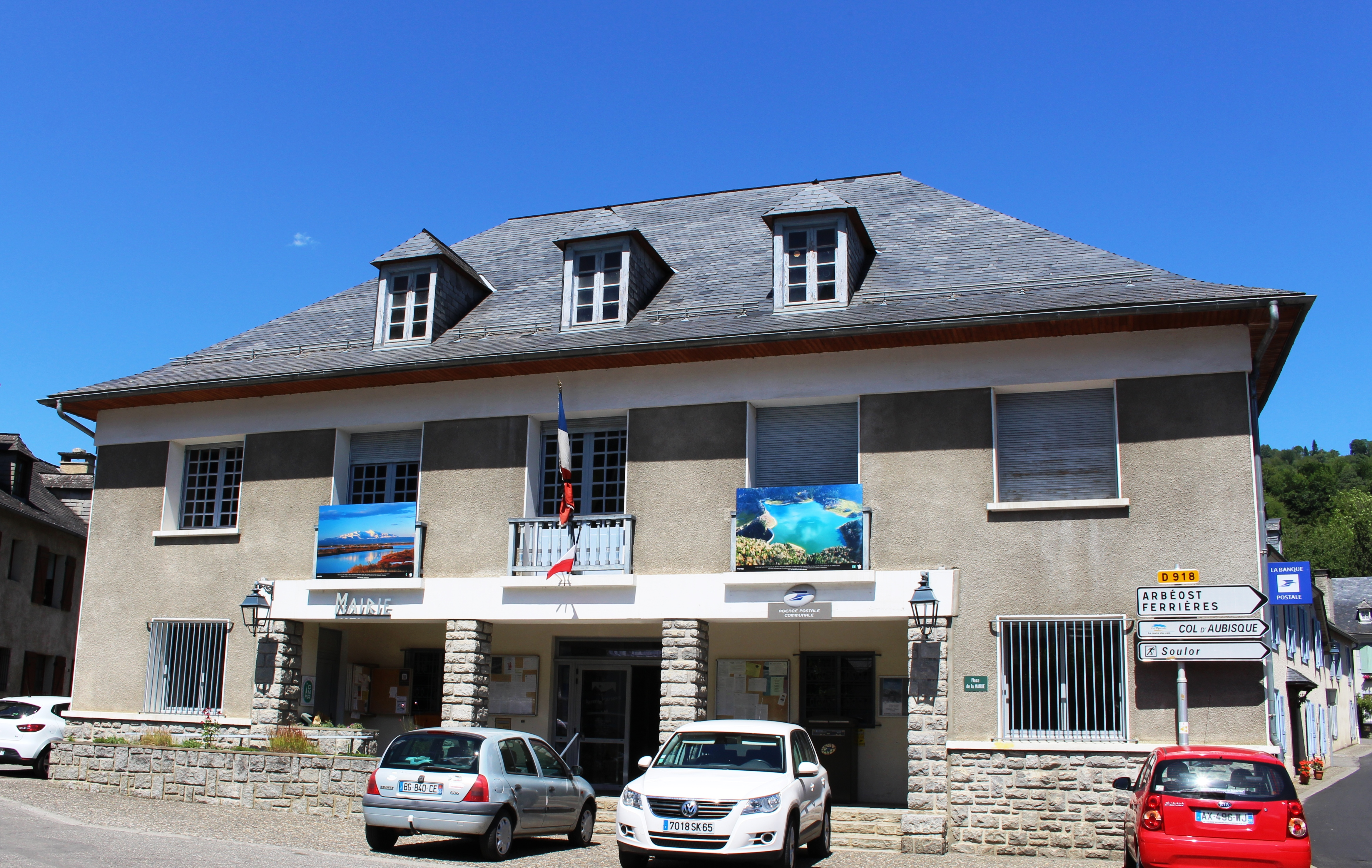
La mairie en 2017.

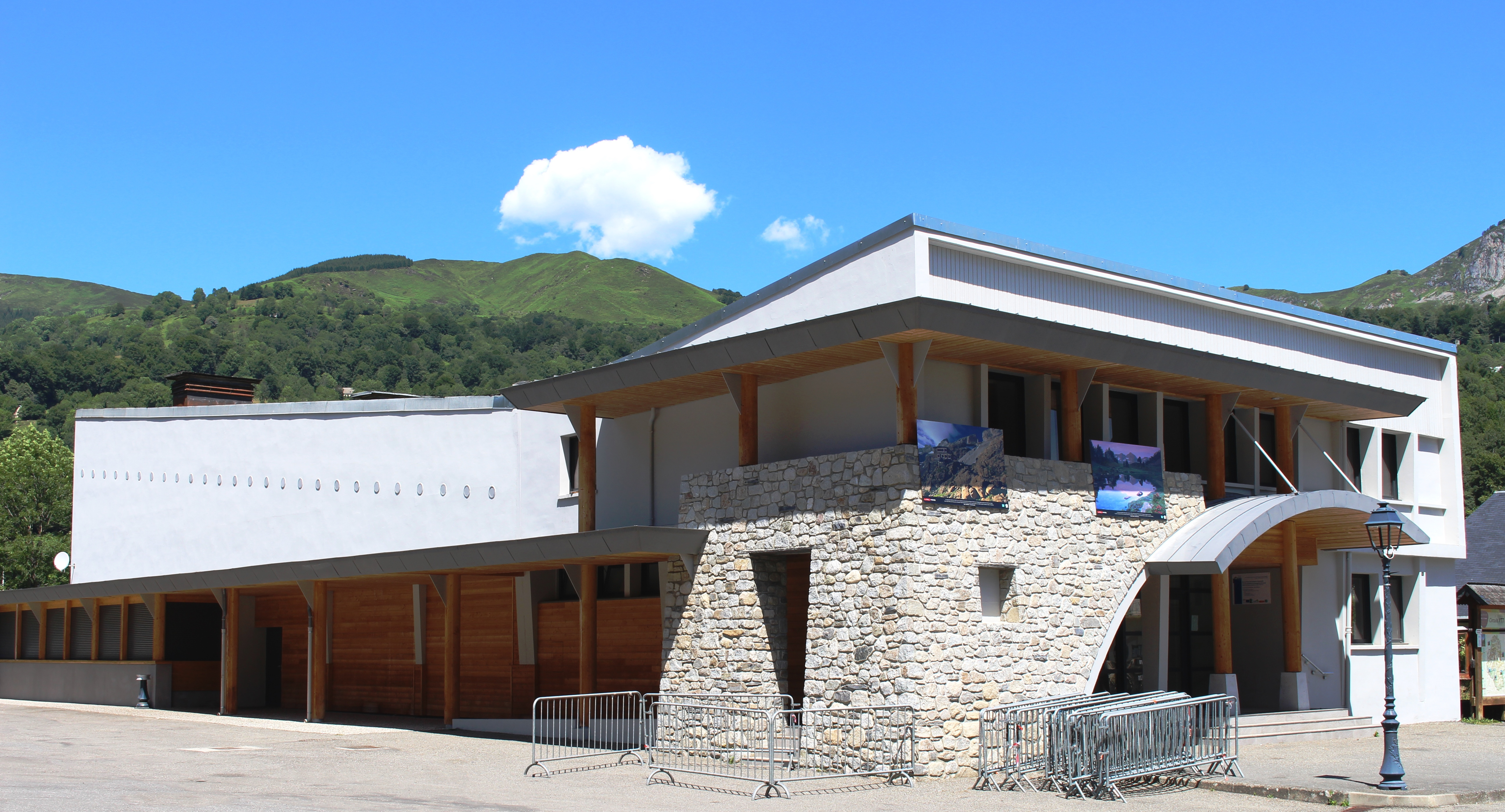
Le foyer rural en 2017.

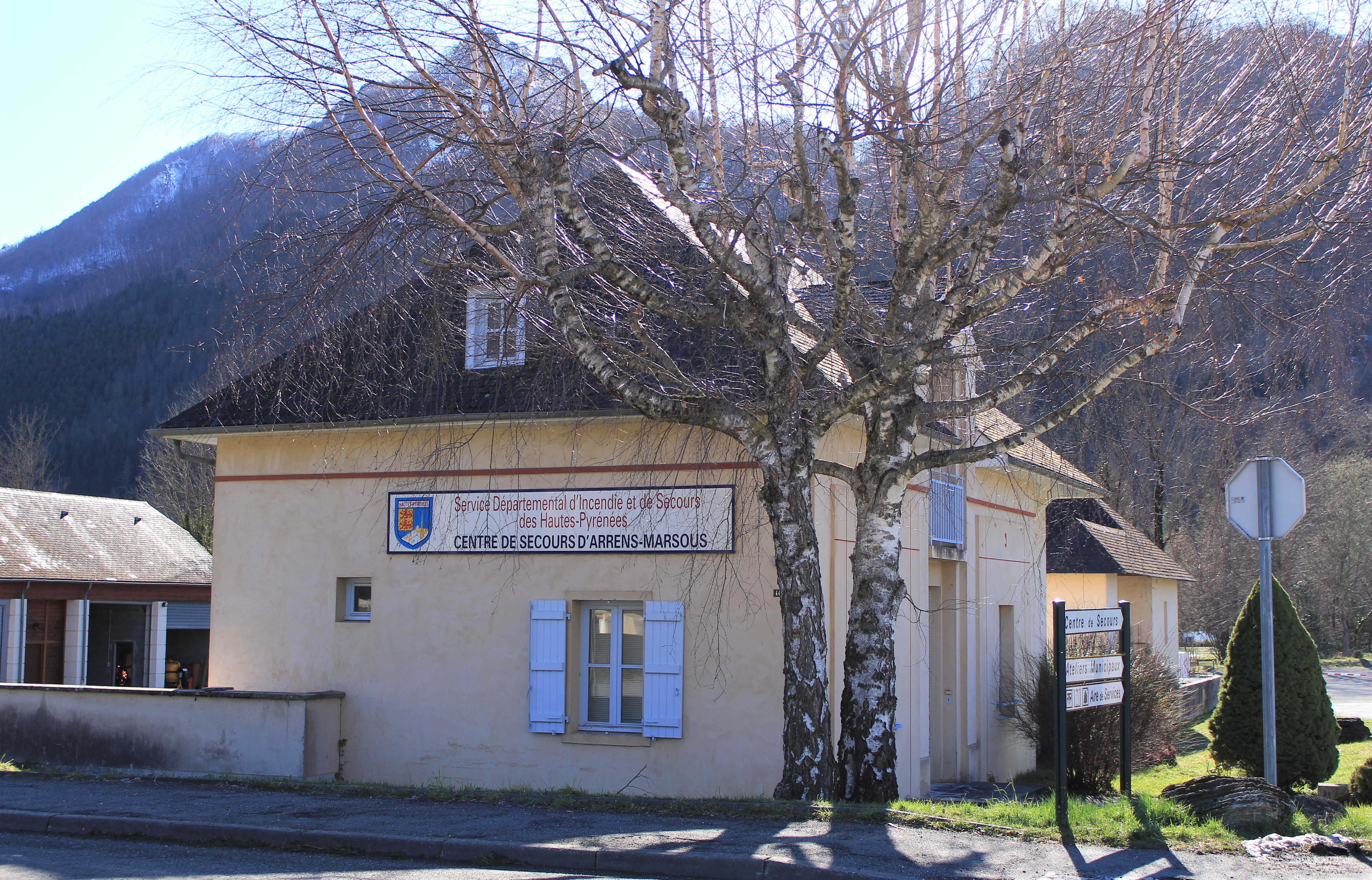
Le centre de secours.

| Période                                  | Période   | Identité             | Étiquette | Qualité |
| ---------------------------------------- | --------- | -------------------- | --------- | --- |
| Les données manquantes sont à compléter. |           |                      |           | |
| 1945                                     | 1947      | Jean Marie Artigalas |           | |
| 1947                                     | 1953      | Camille Lebreton     |           | |
| 1953                                     | 1965      | Jean Marie Cazajous  |           | |
| 1965                                     | 1972      | Michel Artigalas     |           | |
| 1972                                     | 1983      | Camille Lebreton     |           | |
| mars 1983                                | 1998      | Marcel Fabre         | PS        | |
| 1998                                     | mars 2001 | Roger Picou          |           | |
| mars 2001                                | mars 2004 | Jean-Paul Trapes     | UDF       | |
| 2004                                     | mars 2012 | Marcel Fabre         | PS        | |
| mars 2012                                | 2017      | Viviane Artigalas    | PS        | Conseillère régionale (2009-2015) Présidente de l'Association des Maires des Hautes-Pyrénées Sénatrice des Hautes-Pyrénées (2017-) |
| mars 2020                                | en cours  | Jean-Pierre Cazaux   |           | |

### Rattachements administratifs et électoraux

#### Intercommunalité
Arrens-Marsous appartient à la communauté de communes Pyrénées Vallées des Gaves créée en janvier 2017 et qui réunit 46 communes.

### Services publics
La commune d'Arrens-Marsous  dispose d'une agence postale.

## Population et société

### Démographie

#### Évolution démographique
| 1793  | 1800 | 1806 | 1821  | 1831  | 1836  | 1841  | 1846  | 1851  |
| ----- | ---- | ---- | ----- | ----- | ----- | ----- | ----- | ----- |
| 1 090 | 973  | 922  | 1 006 | 1 092 | 1 123 | 1 082 | 1 054 | 1 017 |

| 1856 | 1861 | 1866 | 1872 | 1876 | 1881 | 1886 | 1891 | 1896 |
| ---- | ---- | ---- | ---- | ---- | ---- | ---- | ---- | ---- |
| 954  | 955  | 972  | 855  | 794  | 711  | 765  | 743  | 700  |

| 1901 | 1906 | 1911 | 1921 | 1926 | 1931 | 1936 | 1946 | 1954 |
| ---- | ---- | ---- | ---- | ---- | ---- | ---- | ---- | ---- |
| 699  | 708  | 722  | 678  | 692  | 596  | 504  | 641  | 823  |

| 1962 | 1968 | 1975 | 1982 | 1990 | 1999 | 2005 | 2006 | 2010 |
| ---- | ---- | ---- | ---- | ---- | ---- | ---- | ---- | ---- |
| 672  | 556  | 726  | 711  | 721  | 697  | 748  | 763  | 725  |

| 2015 | 2020 | 2022 | - | - | - | - | - | - |
| ---- | ---- | ---- | - | - | - | - | - | - |
| 723  | 687  | 696  | - | - | - | - | - | - |

### Enseignement
La commune dépend de l'académie de Toulouse. Elle dispose d'écoles en 2017.
- École élémentaire.
- École maternelle.

### Manifestations culturelles et festivités
Le festival de la randonnée Eldorando se tient tous les deux ans à Arrens-Marsous. La 6ème édition du festival aura lieu en 2022.

### Sports

Sélection de vues des installations sportives municipales.
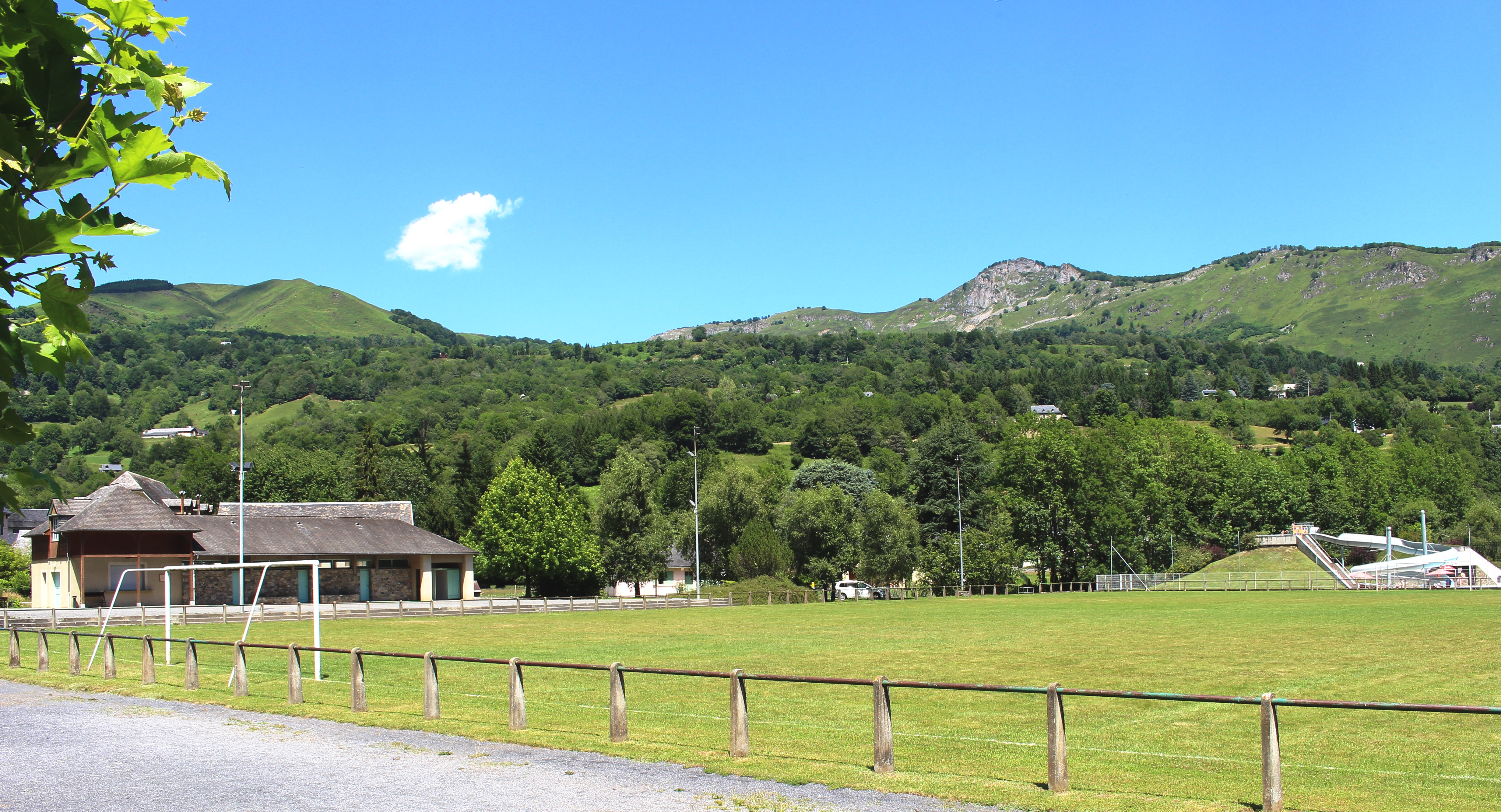
Le stade de football.
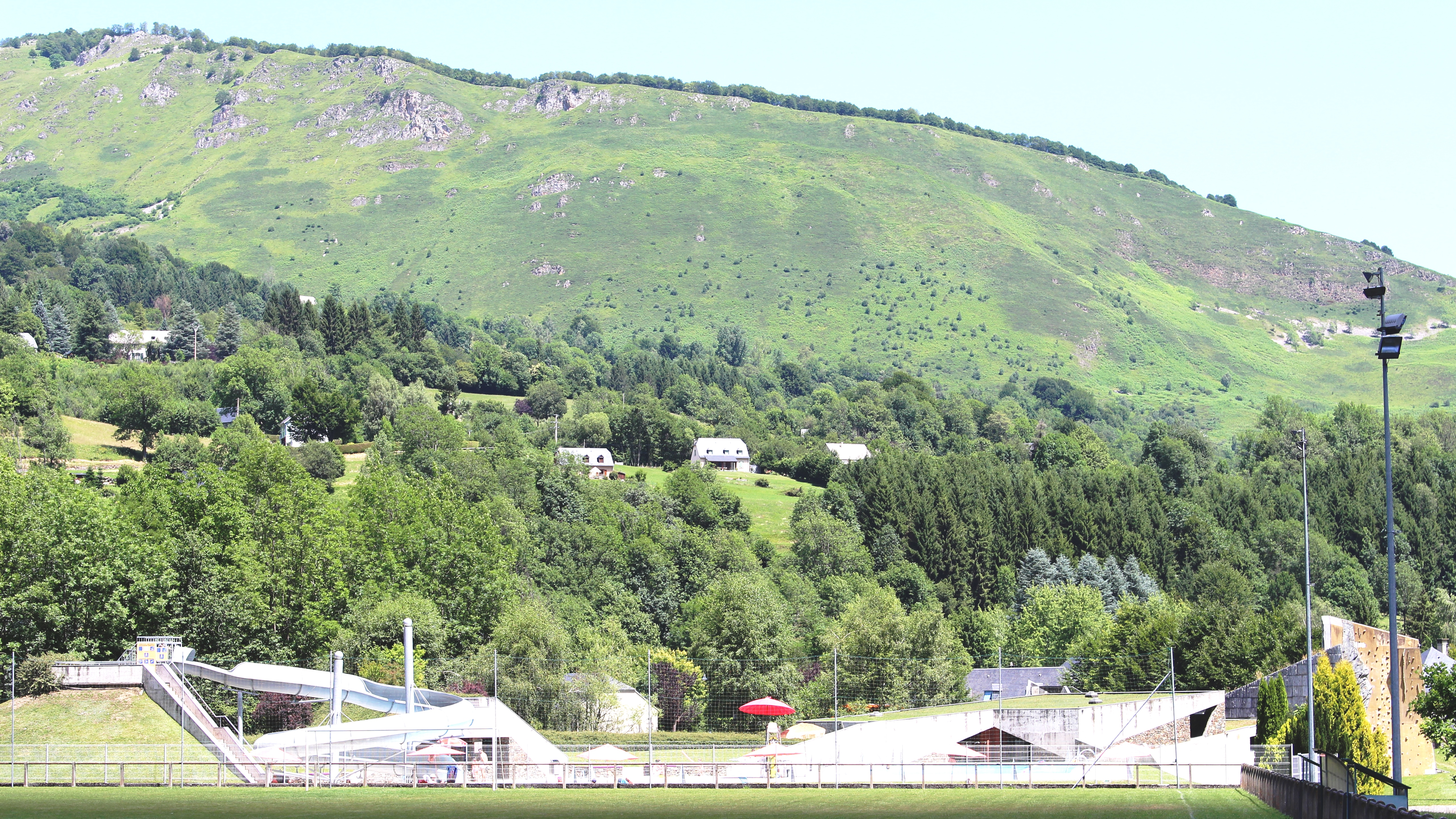
La piscine.
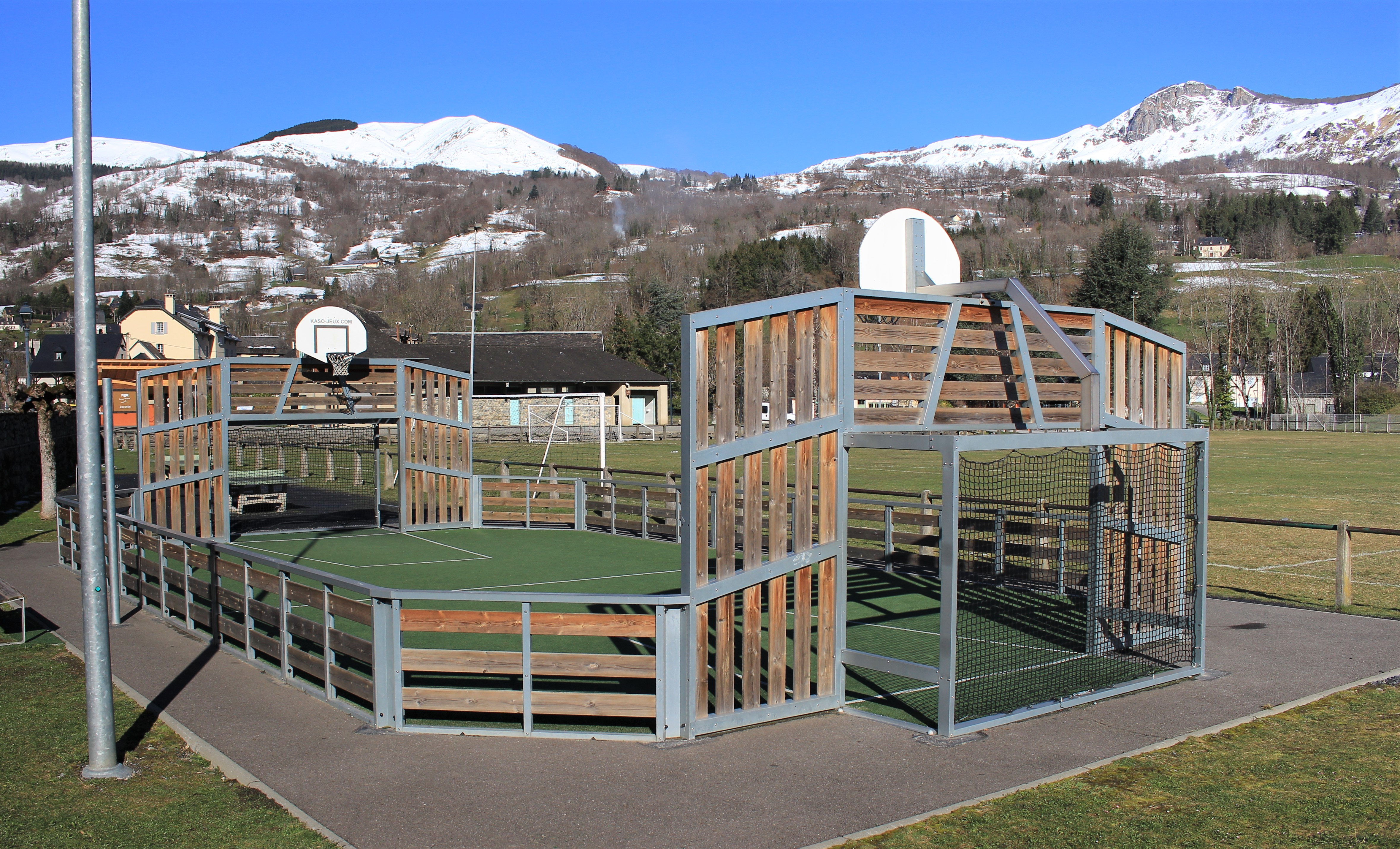
Le terrain de basket-ball.
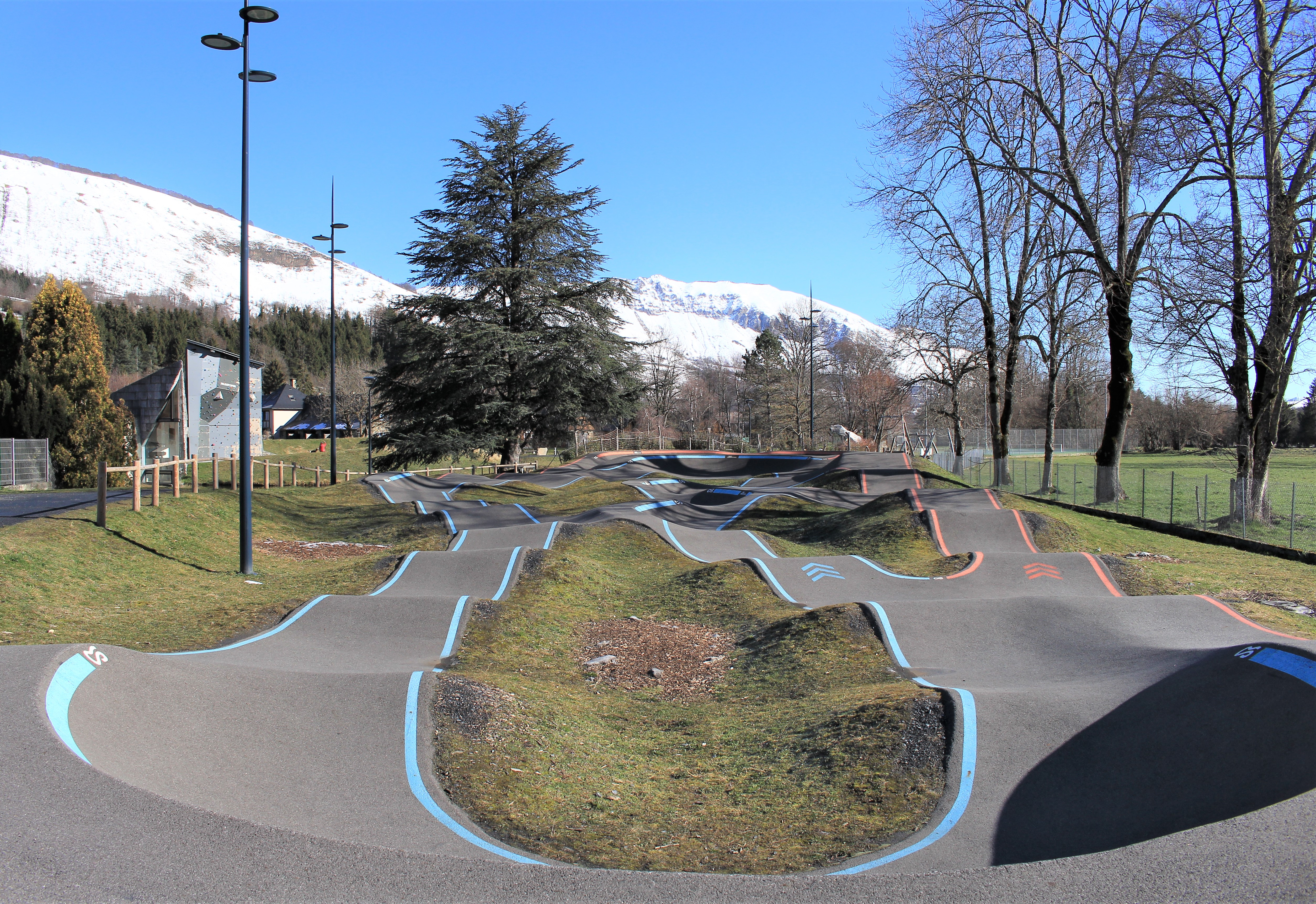
Le pump track.

## Économie

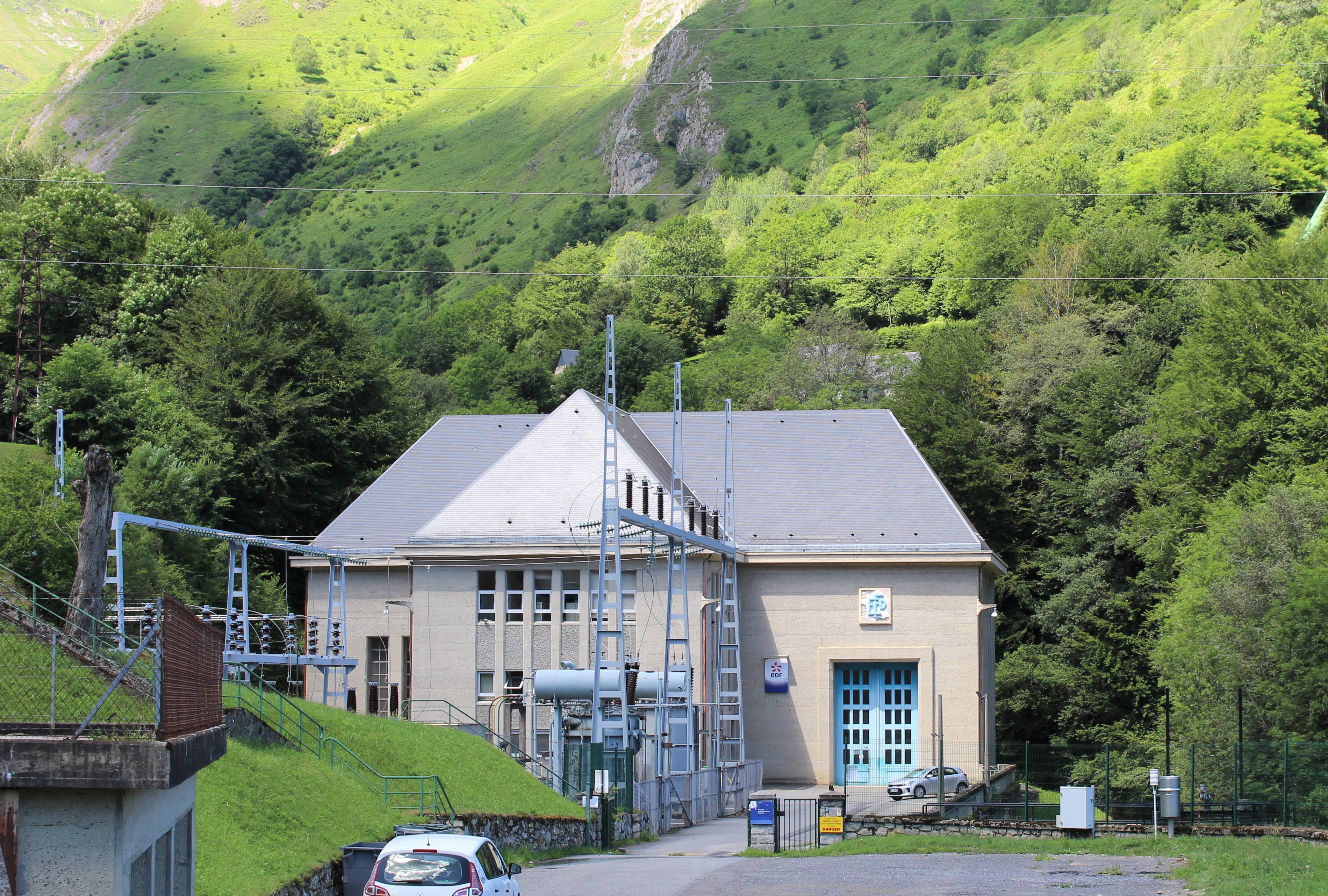
La centrale hydroélectrique d'Arrens

.

### Revenus
En 2018, la commune compte 307 ménages fiscaux, regroupant 621 personnes. La médiane du revenu disponible par unité de consommation est de 19 850 € (20 420 € dans le département).

### Emploi
| Division       | 2008  | 2013  | 2018  |
| -------------- | ----- | ----- | ----- |
| Commune        | 3,7 % | 5,2 % | 4,2 % |
| Département    | 7,7 % | 9,4 % | 9,8 % |
| France entière | 8,3 % | 10 %  | 10 %  |

En 2018, la population âgée de 15 à 64 ans s'élève à 397 personnes, parmi lesquelles on compte 59,2 % d'actifs (55 % ayant un emploi et 4,2 % de chômeurs) et 40,8 % d'inactifs,. Depuis 2008, le taux de chômage communal (au sens du recensement) des 15-64 ans est inférieur à celui de la France et du département.
La commune est hors attraction des villes,. Elle compte 388 emplois en 2018, contre 432 en 2013 et 504 en 2008. Le nombre d'actifs ayant un emploi résidant dans la commune est de 230, soit un indicateur de concentration d'emploi de 169 % et un taux d'activité parmi les 15 ans ou plus de 38,8 %.
Sur ces 230 actifs de 15 ans ou plus ayant un emploi, 137 travaillent dans la commune, soit 60 % des habitants. Pour se rendre au travail, 71,7 % des habitants utilisent un véhicule personnel ou de fonction à quatre roues, 0,5 % les transports en commun, 13,3 % s'y rendent en deux-roues, à vélo ou à pied et 14,6 % n'ont pas besoin de transport (travail au domicile).

### Tourisme
Située au coeur du Val d'Azun, Arrens-Marsous est un lieu de rayonnement pour l'activité de randonnée pédestre avec quelques entreprises de référence comme l'UCPA ou La Balaguère qui emploient plus de 50 salariés dans la commune. La commune est aux portes du Parc National des Pyrénées.
Arrens-Marsous détient la station de sports d'hiver de Val d’Azun.

## Culture locale et patrimoine

Sélection de vues des équipements municipaux
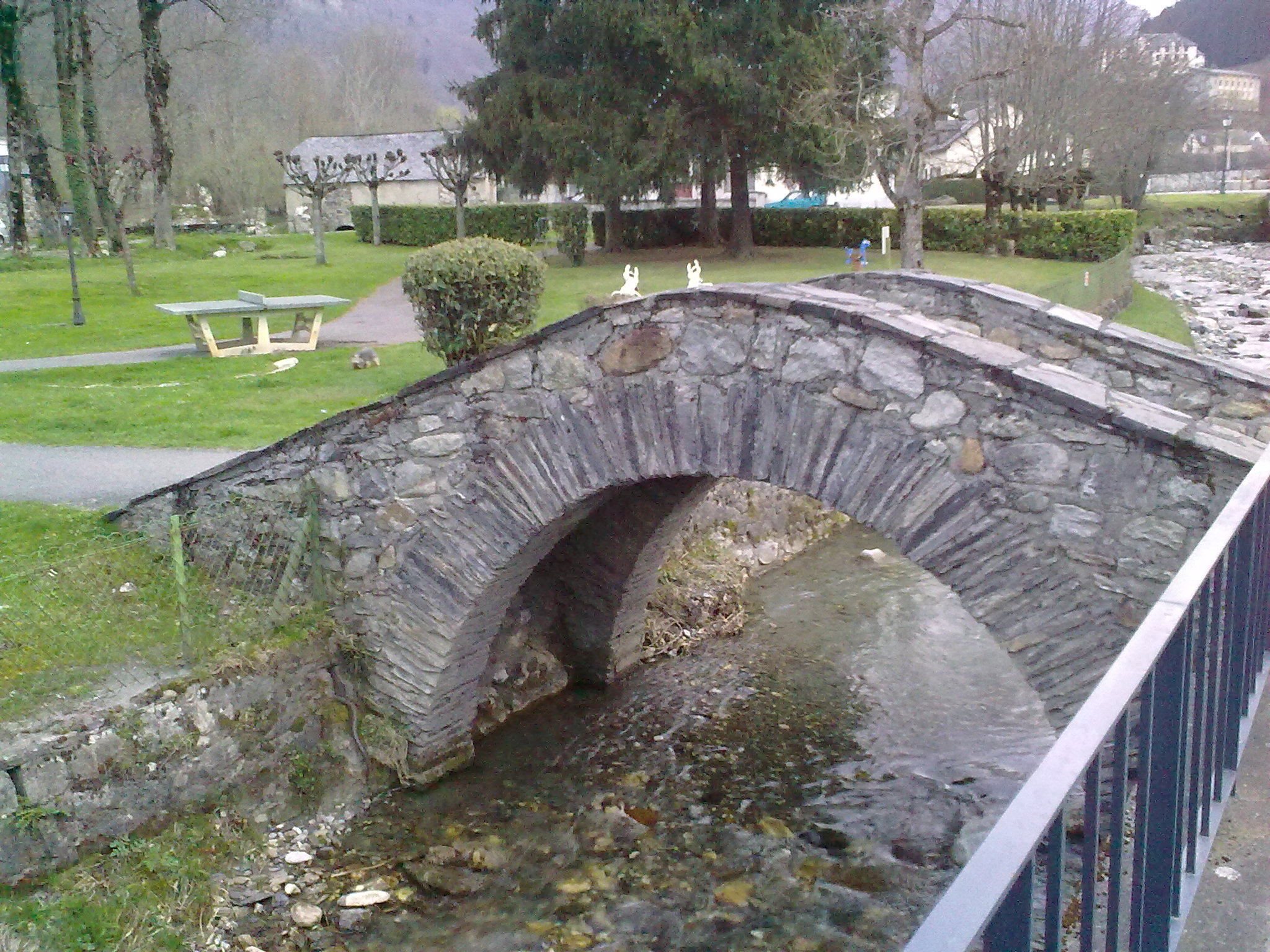
Un pont dans Arrens.
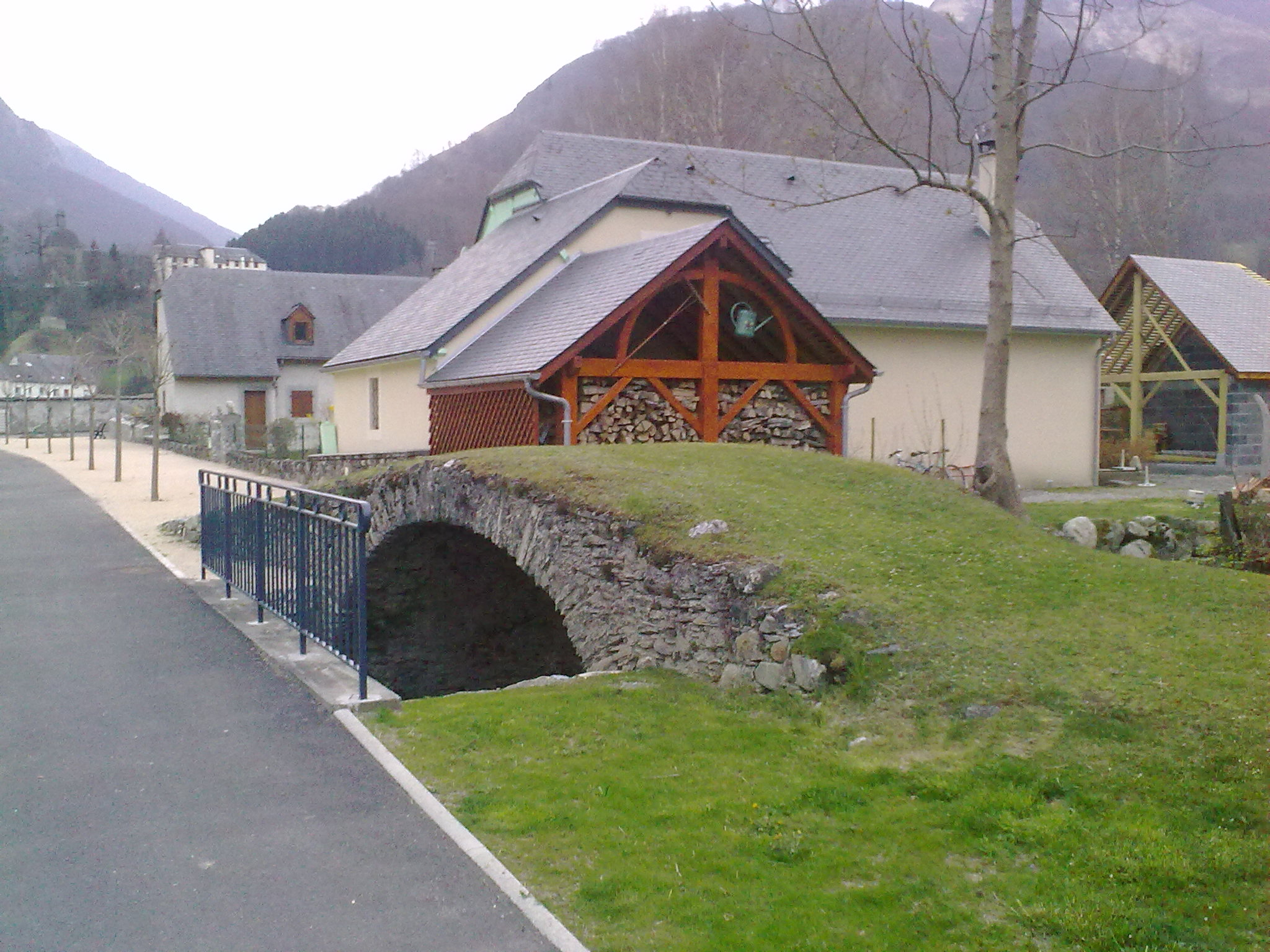
Un autre pont dans Arrens.
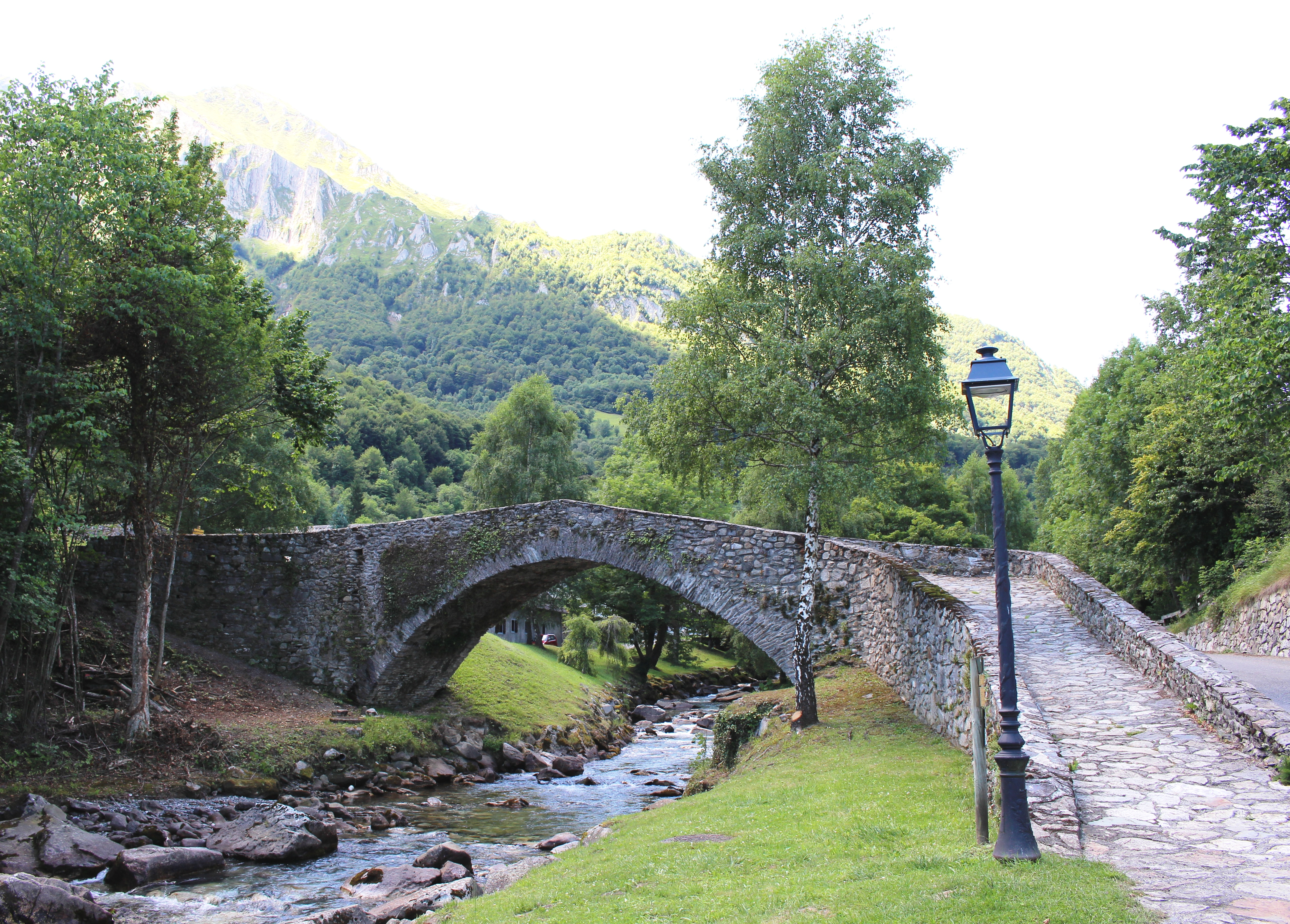
Un pont sur le gave d'Arrens.
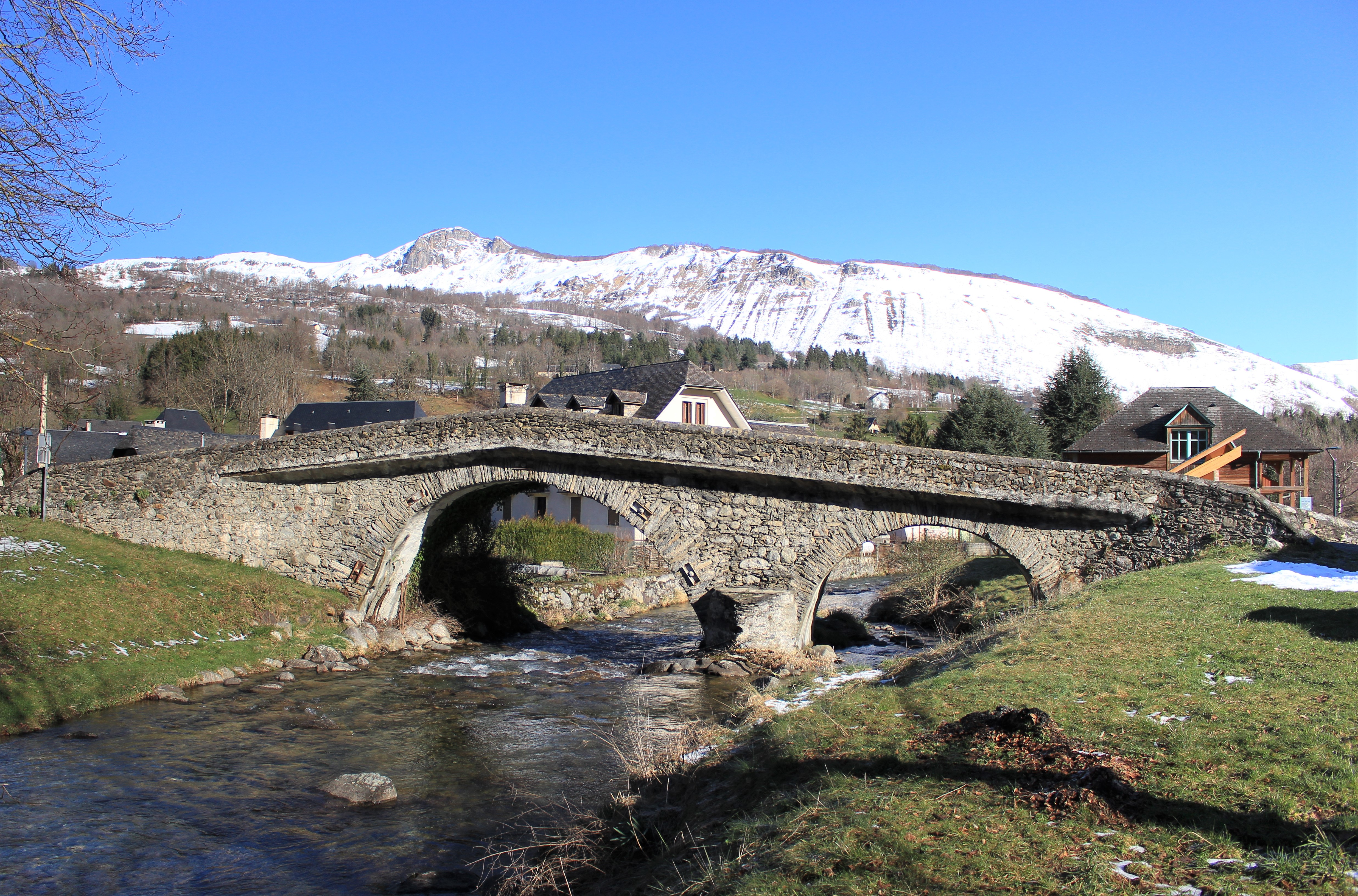
Le pont du stade.
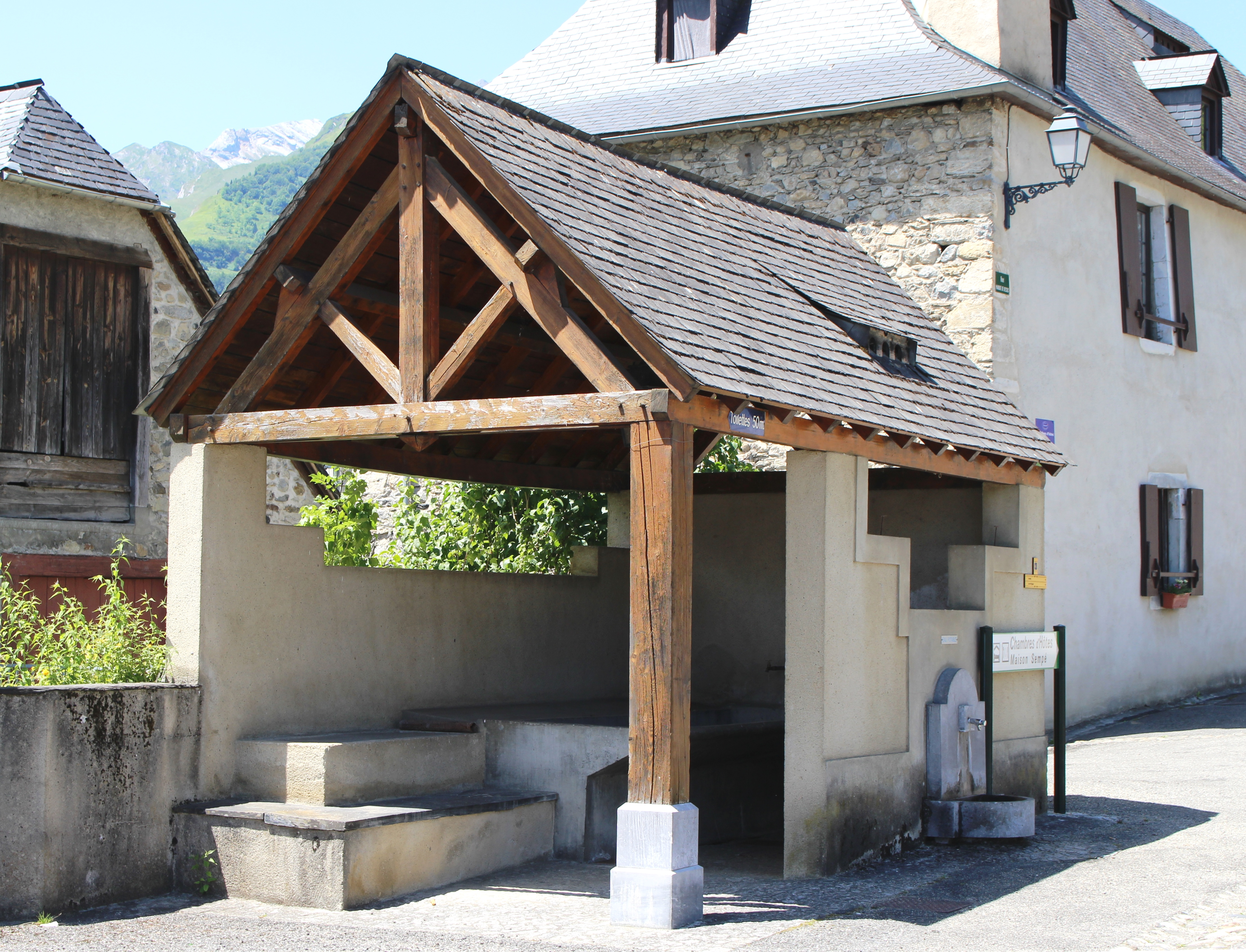
Le lavoir de Marsous en 2017.

Sélection de vues des oratoires municipaux
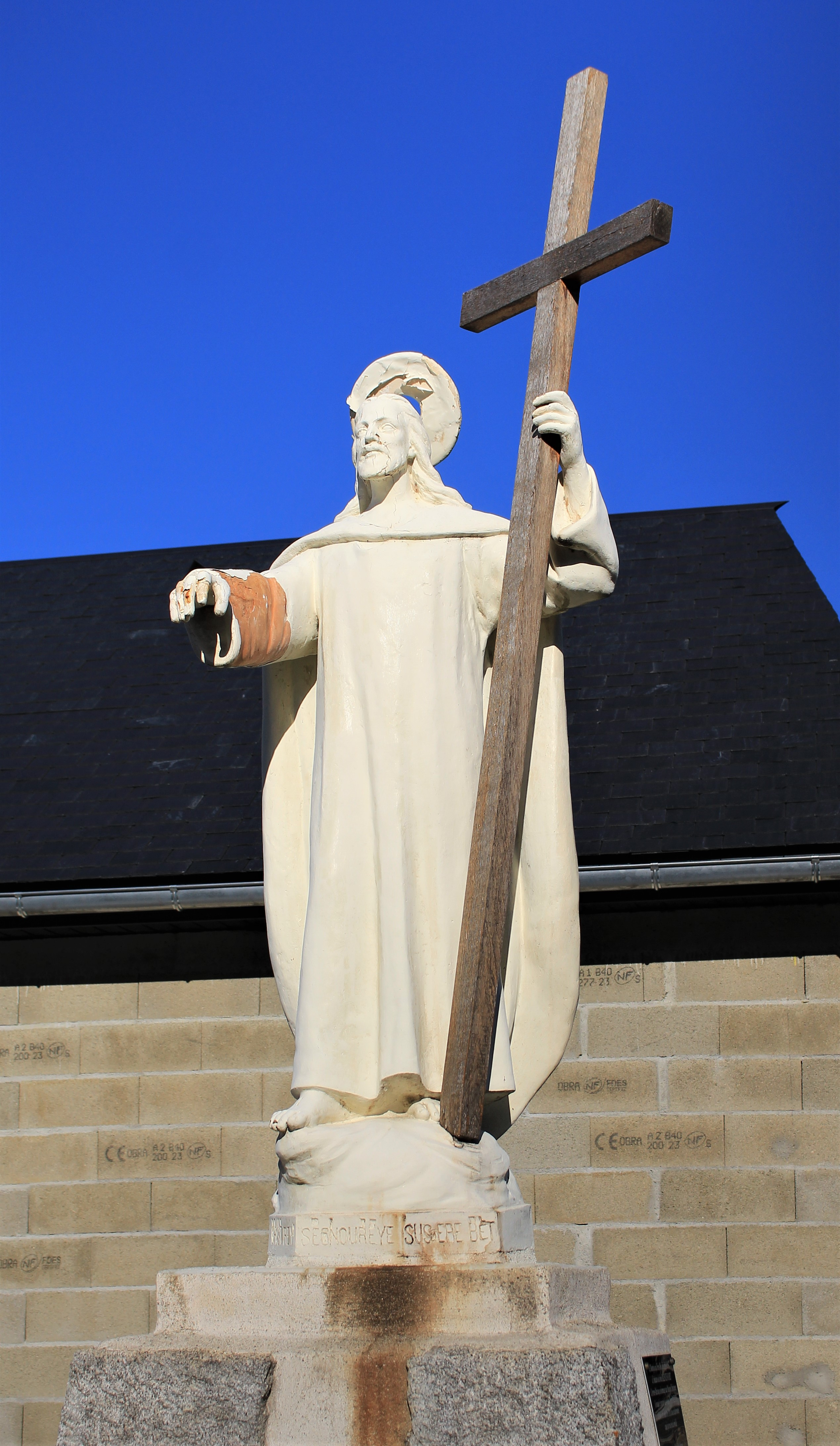
L'oratoire d'Arrens.
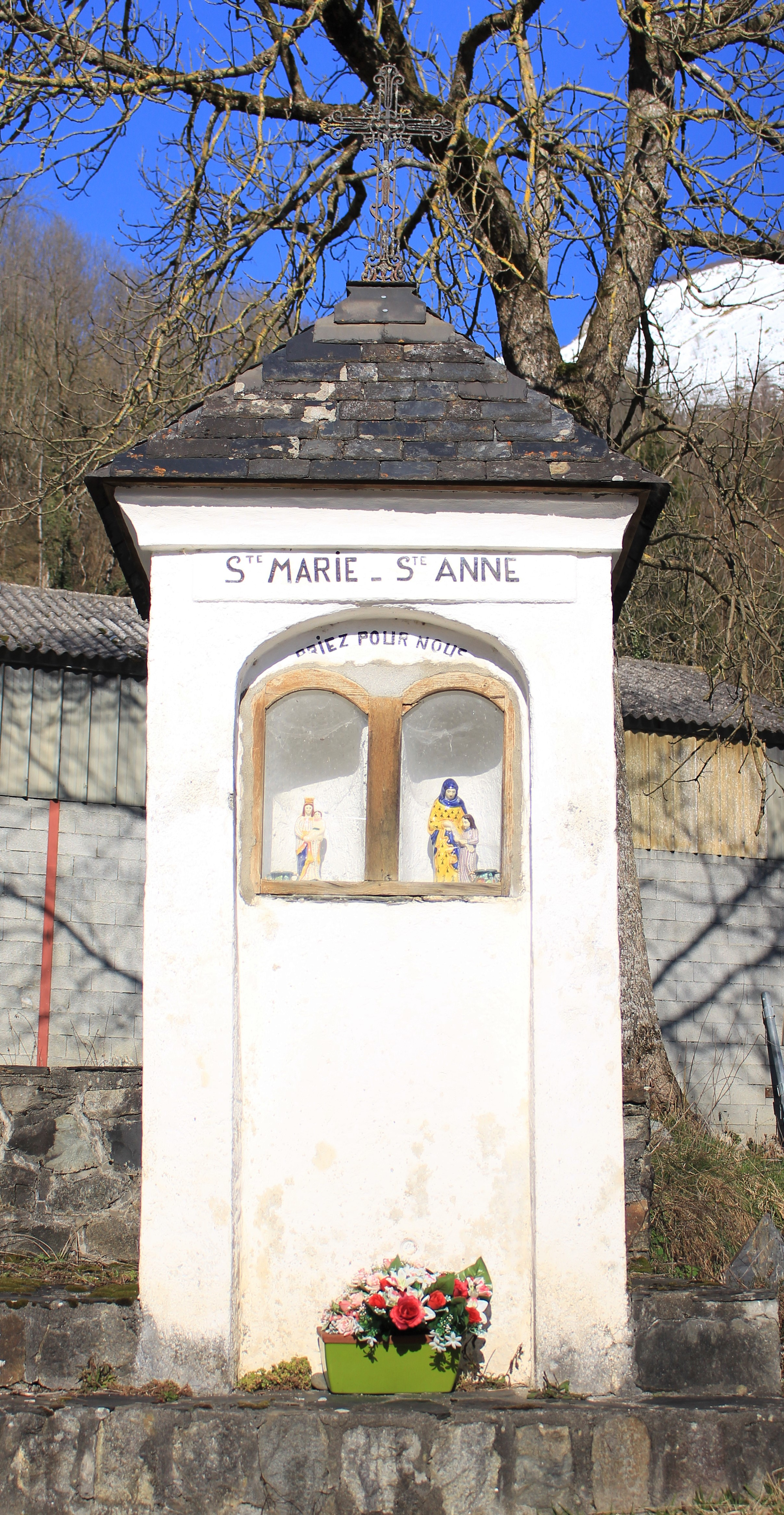
L'oratoire Sainte-Marie et Sainte-Anne de Marsous.
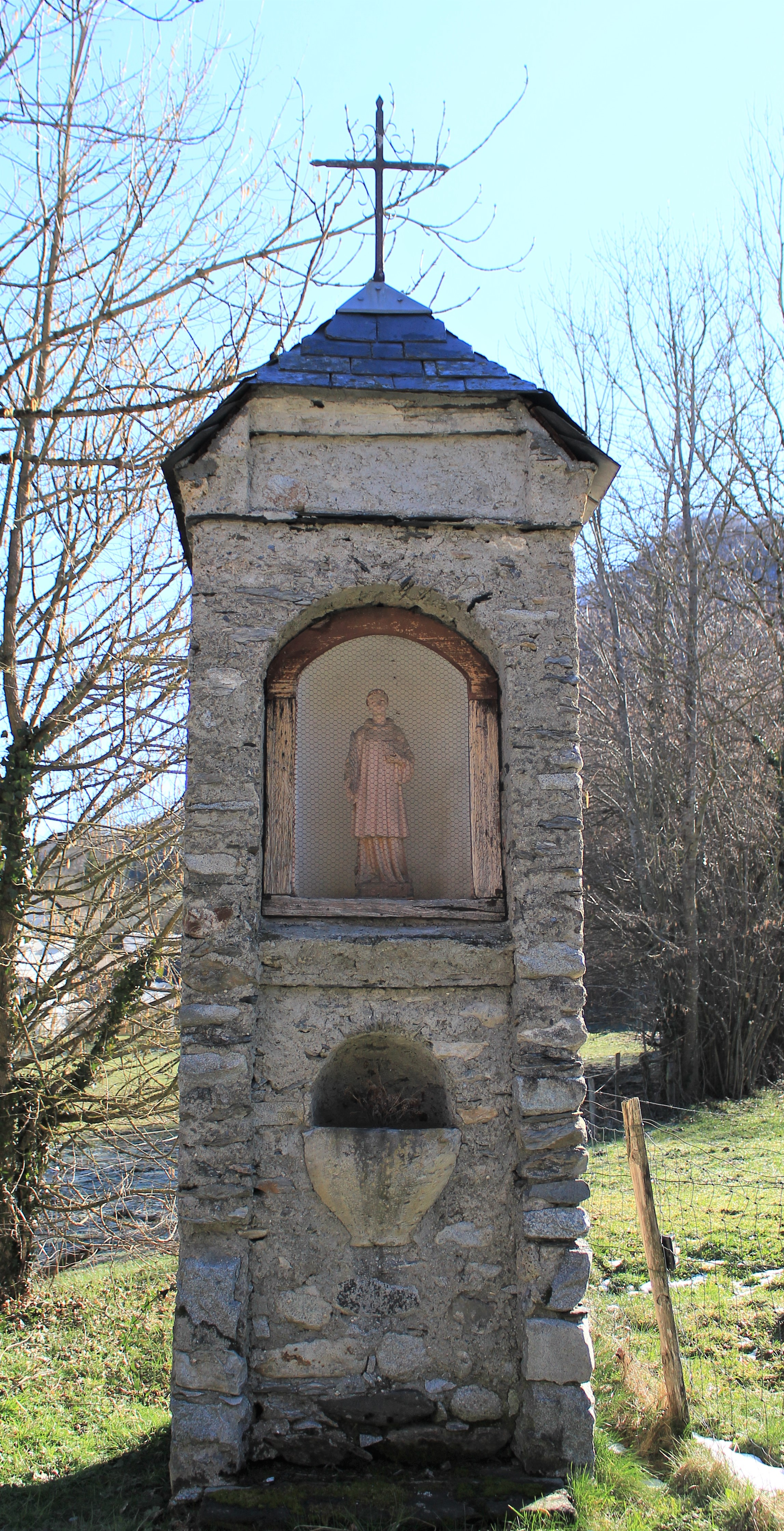
L'oratoire Saint-Vincent d'Arrens.
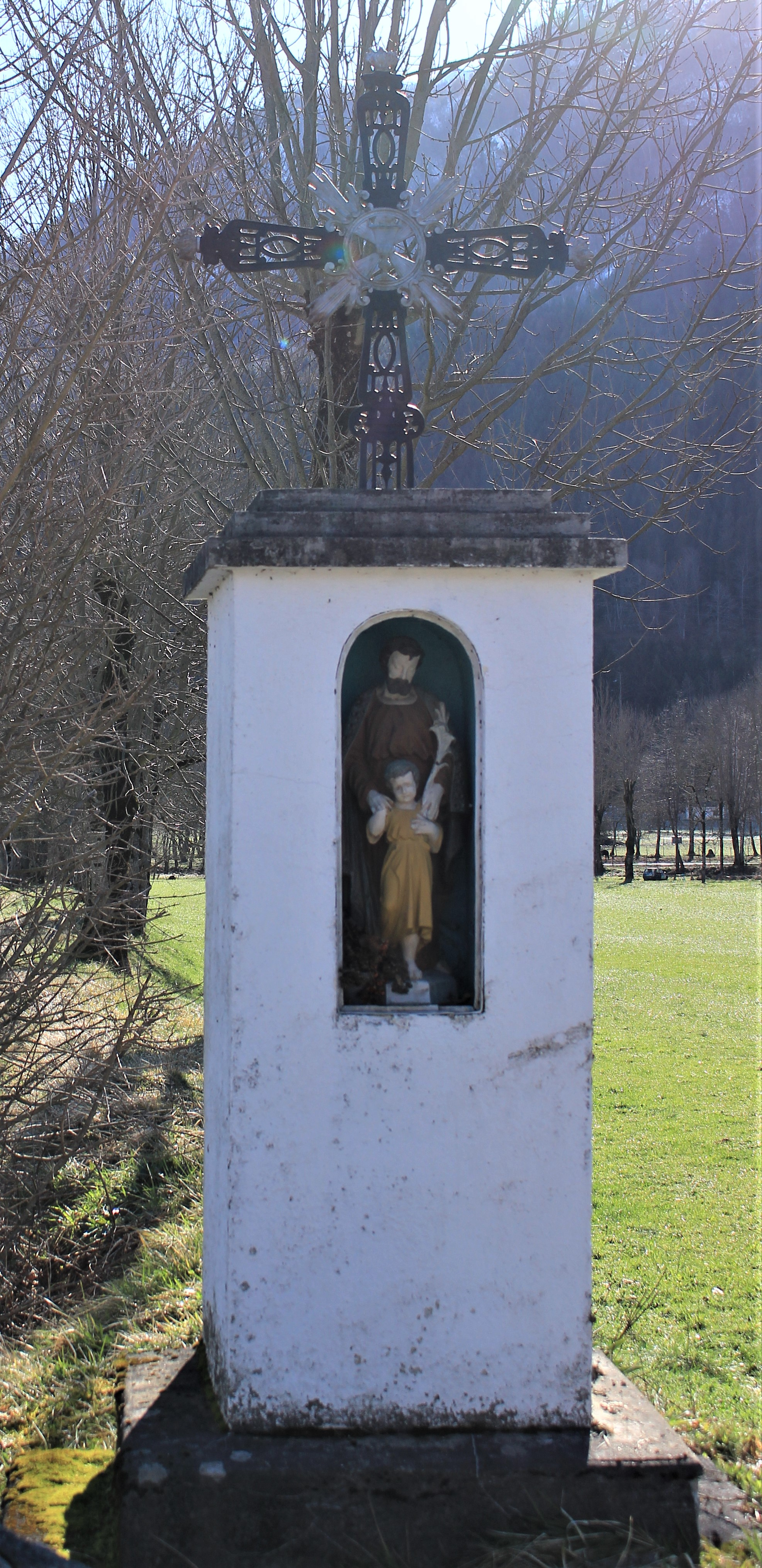
L'oratoire du Canau de Marsous.
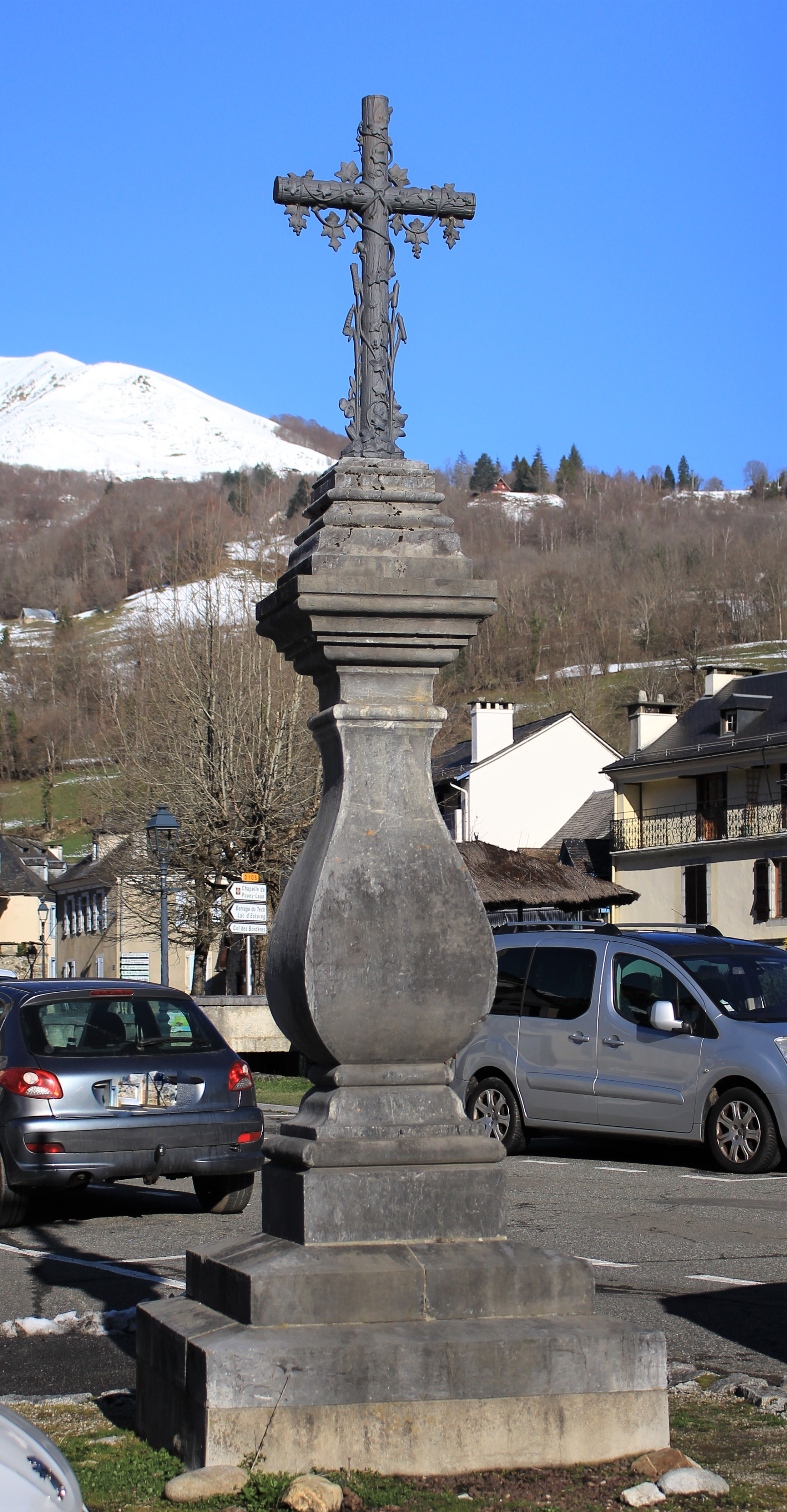
Une croix d'Arrens.

### Lieux et monuments

Sélection de vues des monuments aux morts municipaux
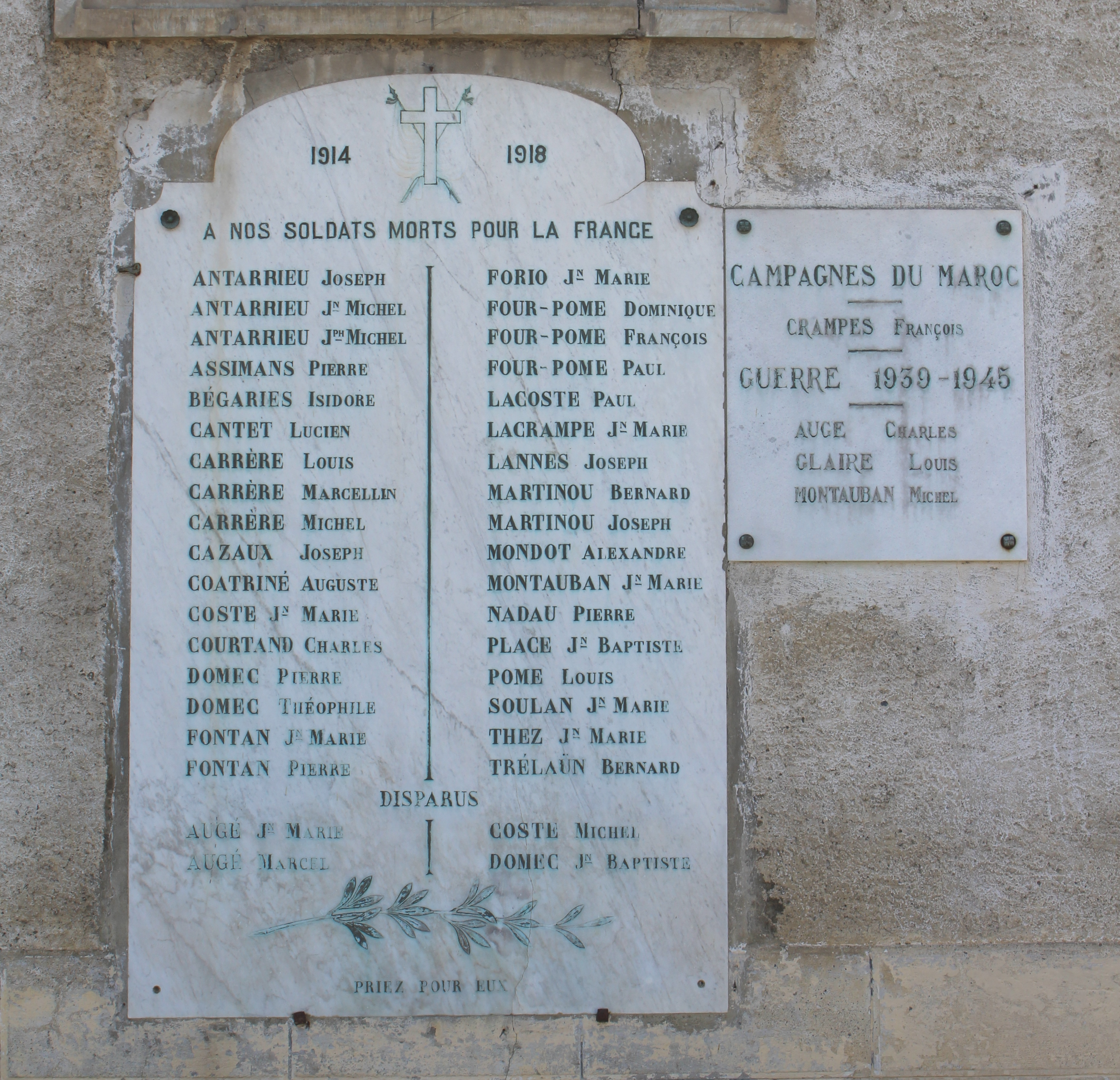
Arrens.
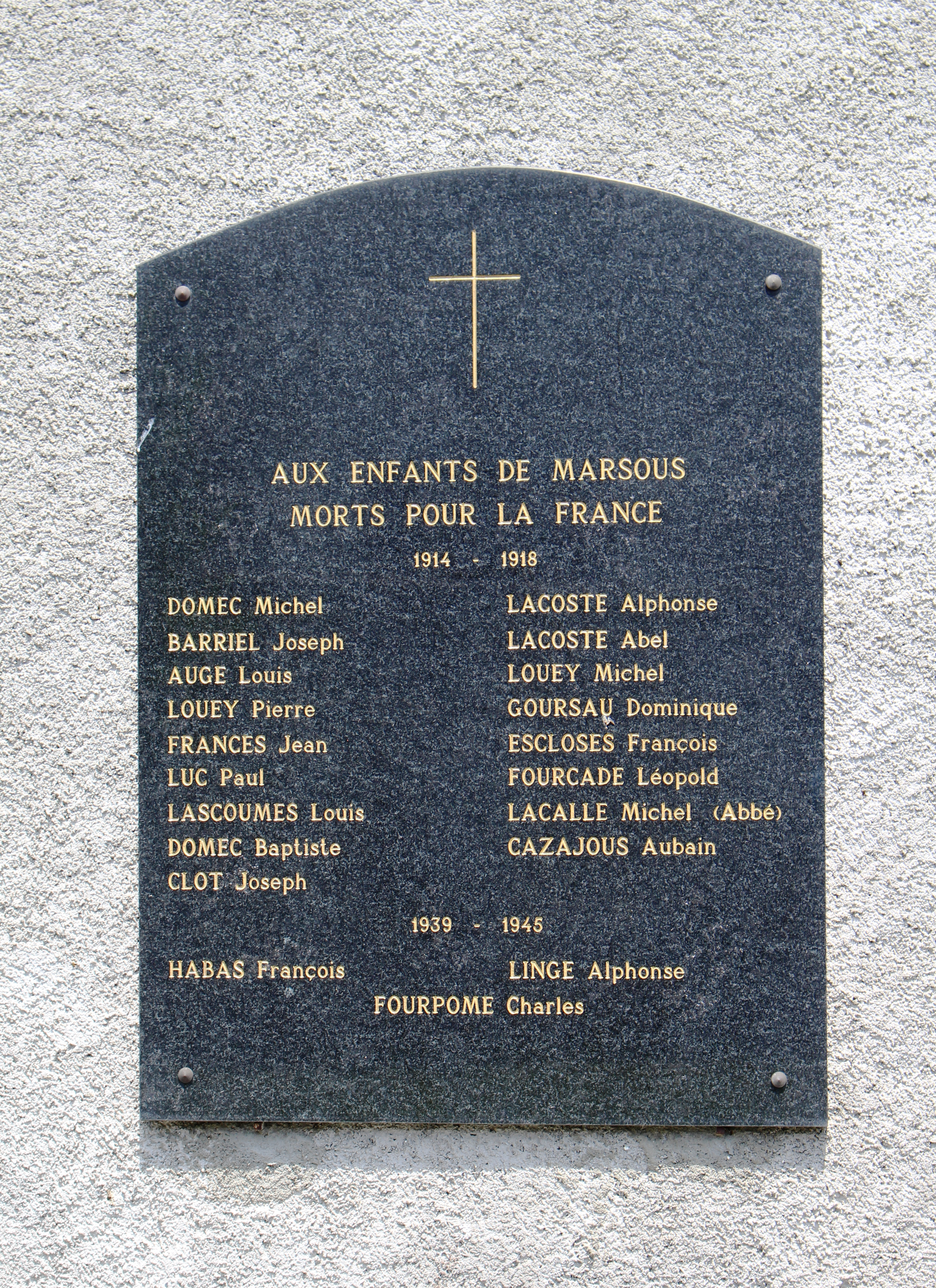
Marsous.

- Église Saint-Pierre d'Arrens.
- Église Saint-Martin de Marsous.
- Chapelle Notre-Dame de Pouey-Laün, dite « Chapelle dorée ».
- Chapelle Saint-Roch d'Arrens.
- Lavoir.
- Espace nordique du Val d'Azun, domaine de ski de fond.
- Parc national des Pyrénées.
- Camping de la Hèche.

Sélection de vues des édifices religieux.
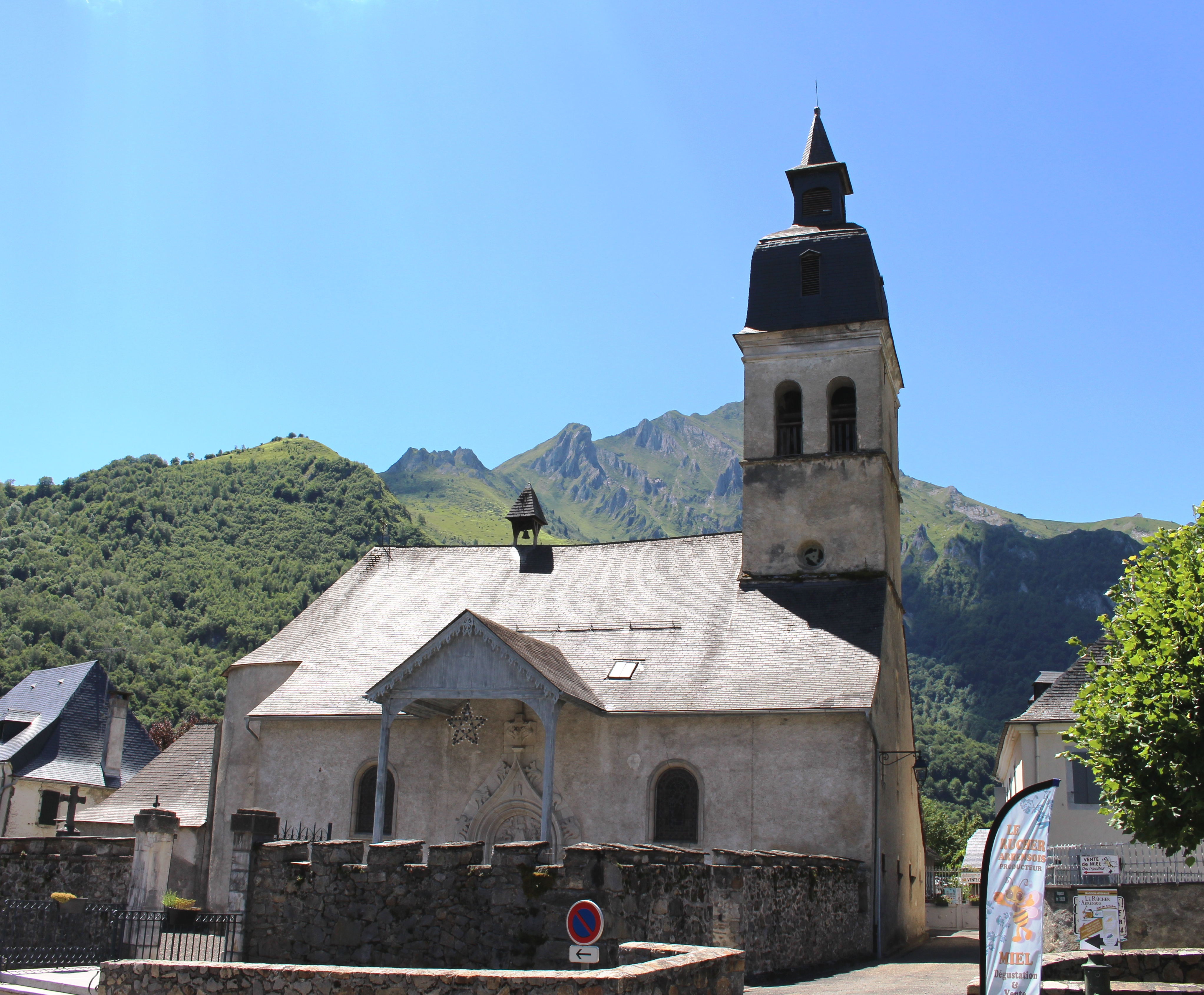
L'église Saint-Pierre d'Arrens en 2017.
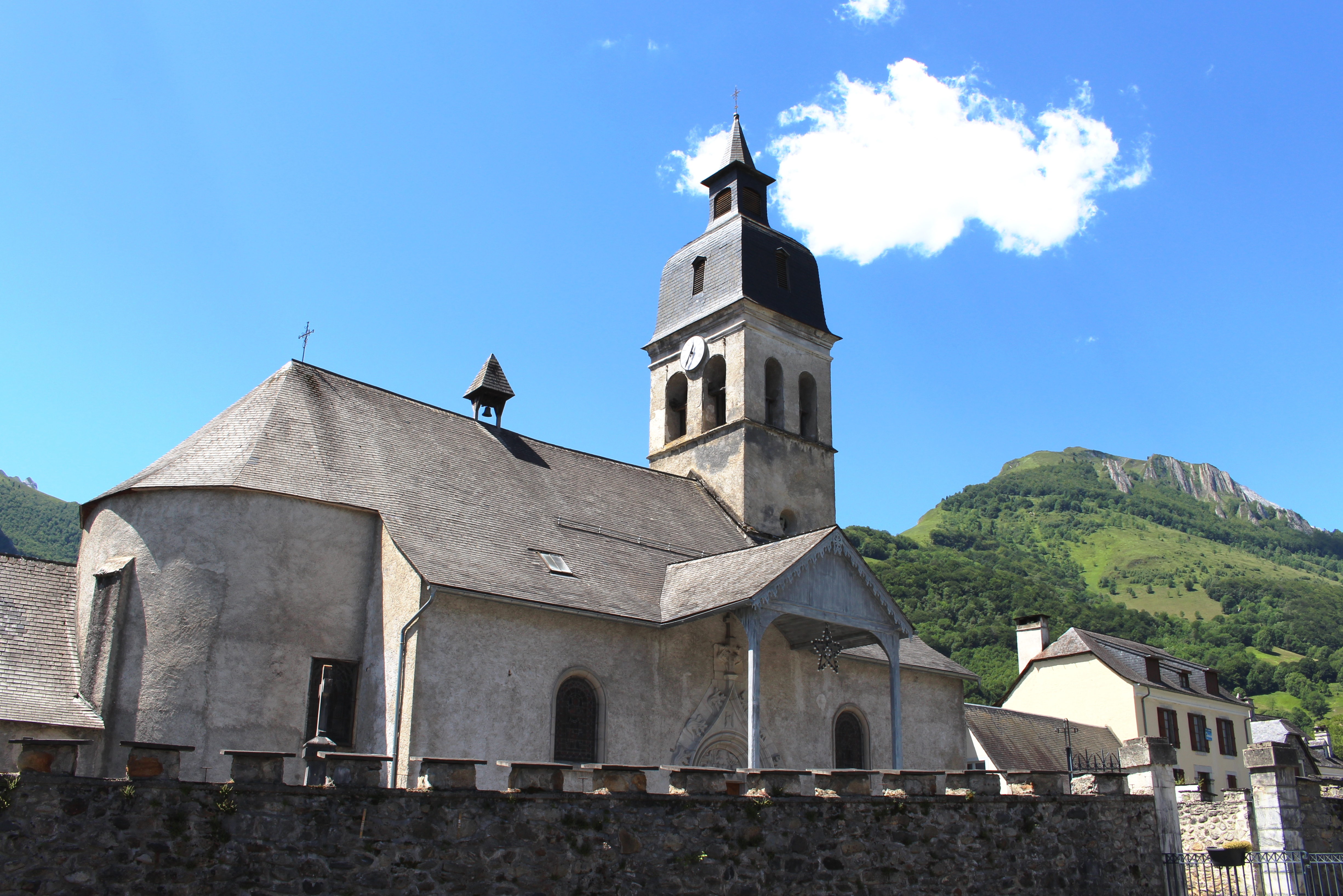
L'église Saint-Pierre d'Arrens.
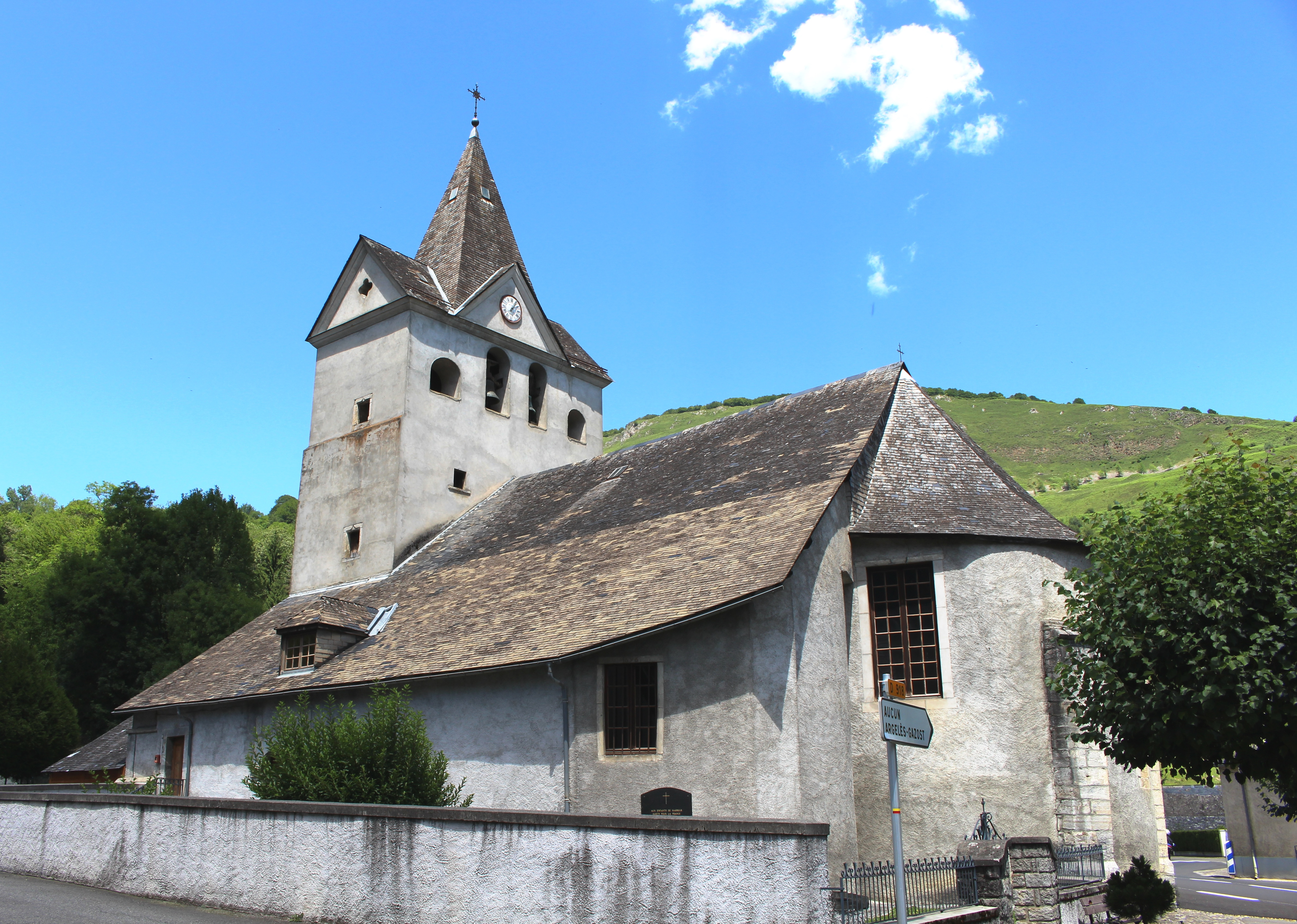
L'église Saint-Martin de Marsous en 2017.
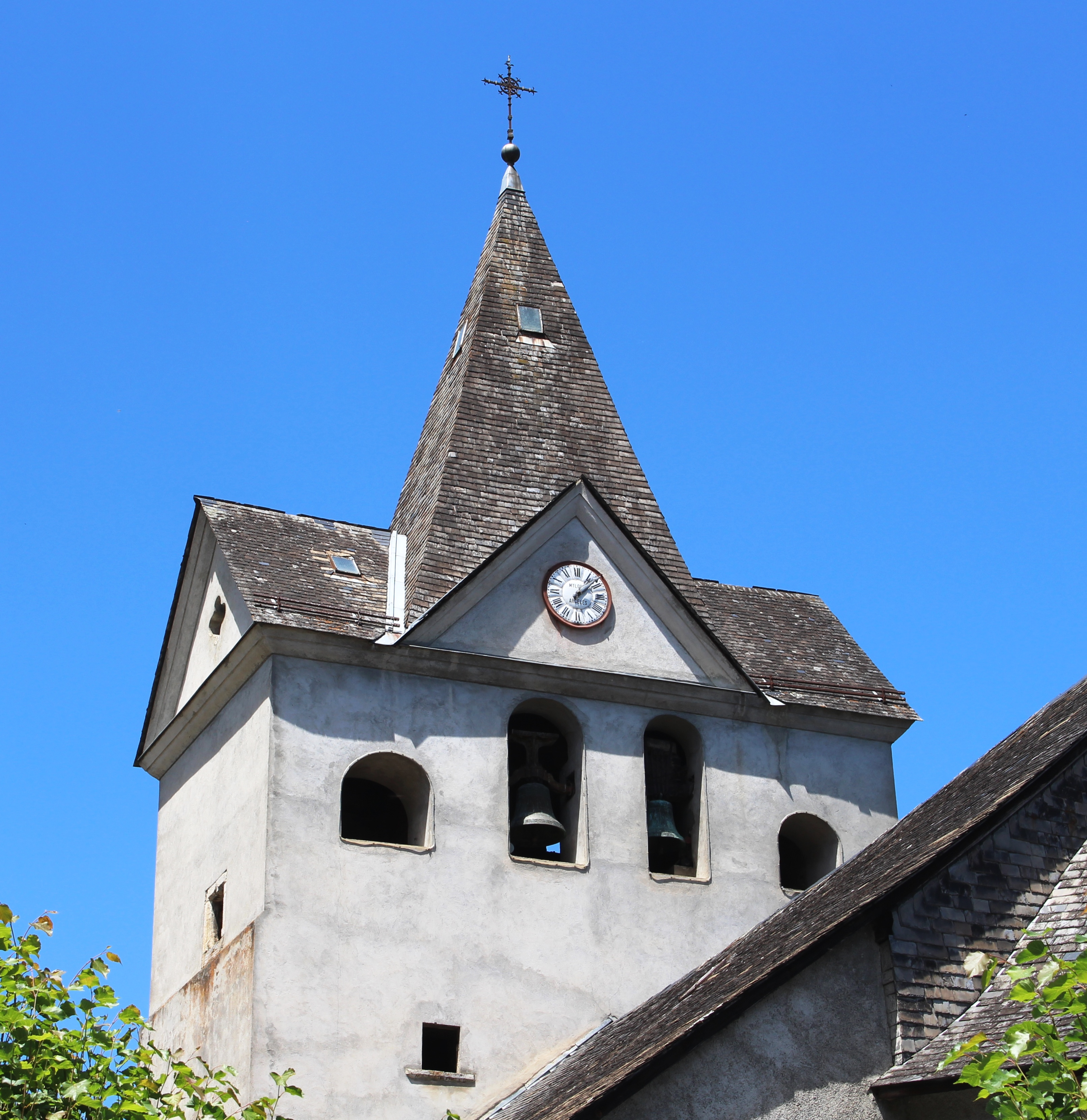
L'église Saint-Martin de Marsous.
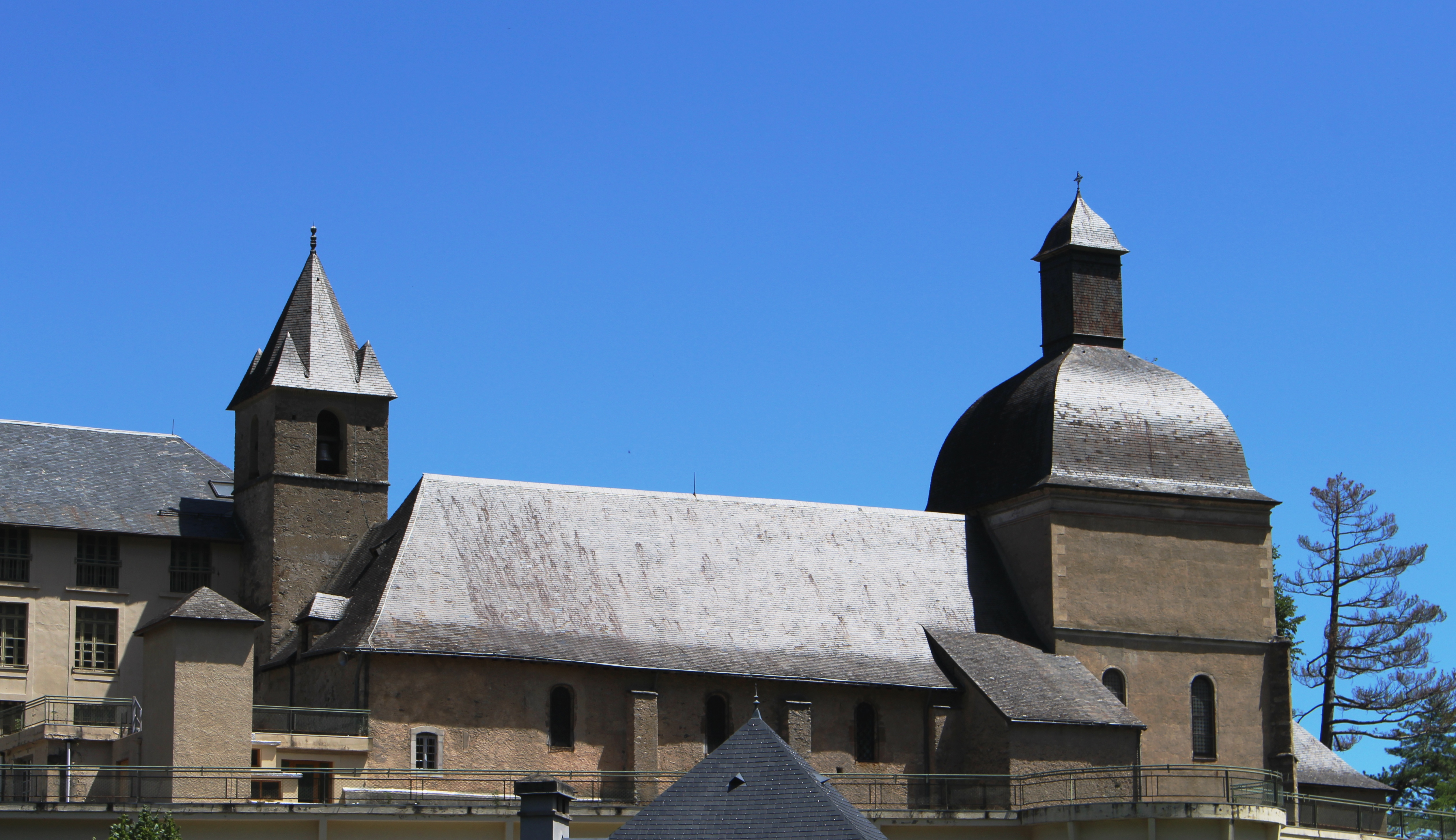
La chapelle Notre-Dame de Pouey-Laün d'Arrens en 2017.
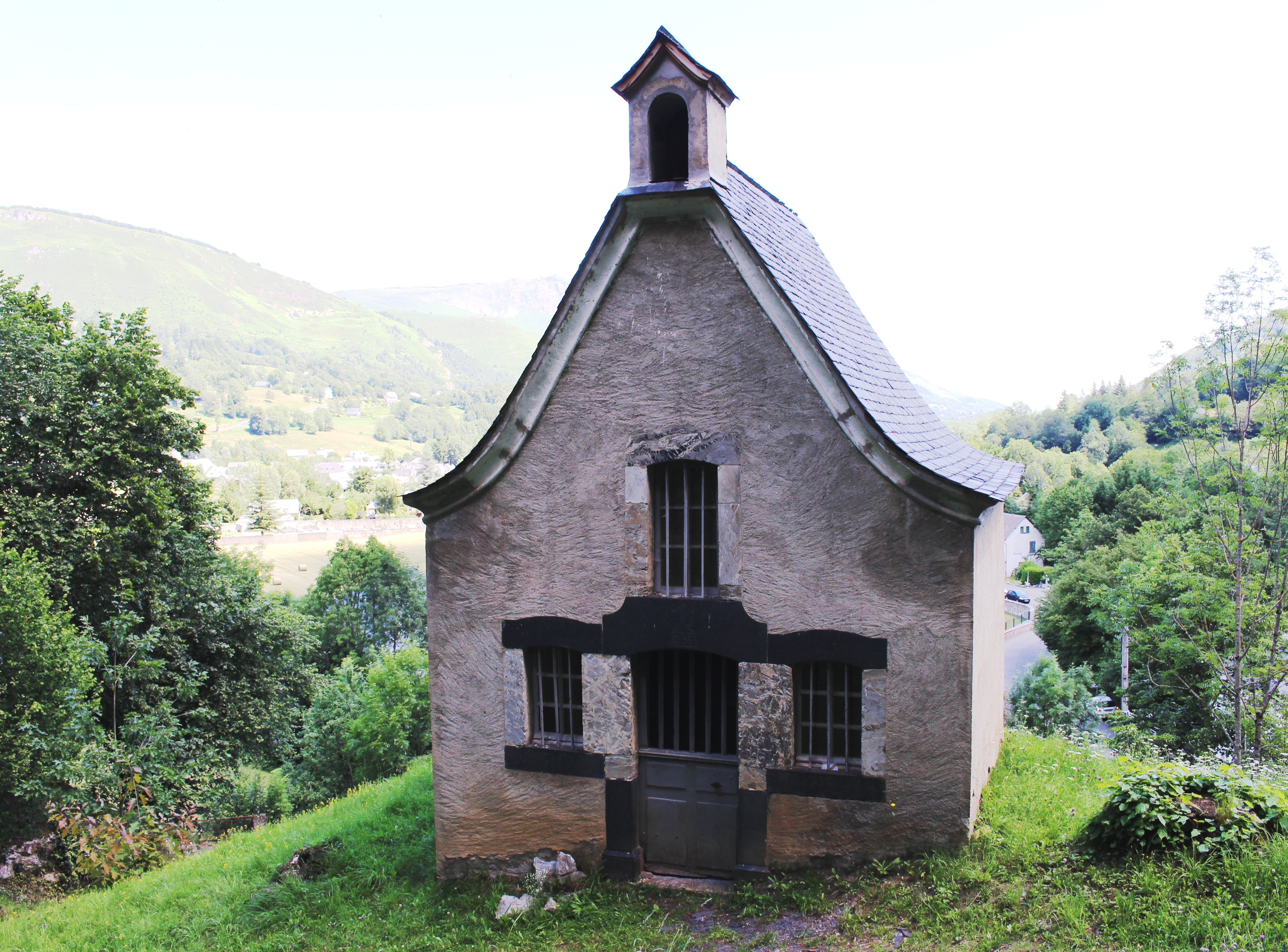
La chapelle Saint-Roch d'Arrens.

### Personnalités liées à la commune

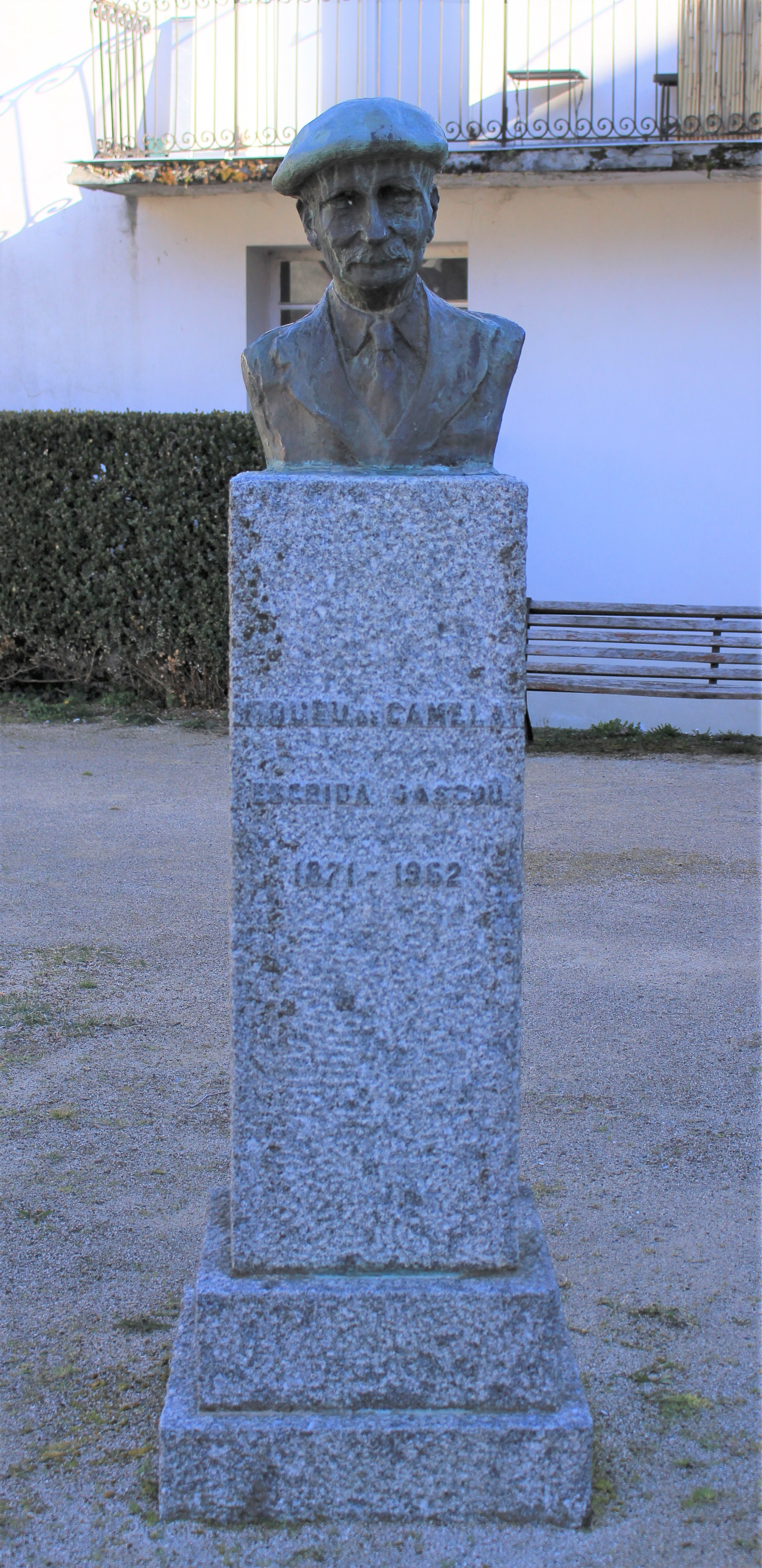
Statue de Michel Camélat.

- François Calot (1861 Arrens - 1944 Adast), médecin chirurgien spécialiste de l'orthopédie à Berck (département du Pas-de-Calais).
- Michel Camélat (1871, Arrens - 1962, Tarbes), félibre et écrivain gascon, ancien maire d'Arrens.
- Jean-Baptiste Fauret (né le 28 octobre 1926 à Arrens-Marsous - † le 14 septembre 1984), missionnaire évêque spiritain.
- Claude Cabar, né le 21 juillet 1949 à Arrens. Joueur de rugby à XV. Vainqueur du championnat de France de rugby à XV en 1973 avec Tarbes. Troisième ligne aile (1,86 m - 90 kg).

### Héraldique
| Blason | Blasonnement : D'azur à la Vierge à l'Enfant d'or sur un tertre de sable mouvant de la pointe ; au chef d'or chargé de trois corneilles de sable, 2 et 1, celles du chef affrontées. Commentaires : * Il y a là non-respect de la règle de contrariété des couleurs : ces armes sont fautives (Sable et sinople/azur et or/argent). |